# Rosenkreuzer
Rosenkreuzer, früher Rosencreutzer, ist die Bezeichnung verschiedener spiritueller Gemeinschaften. Sie sind nach dem literarischen Charakter Christian Rosencreutz benannt.
Das Rosenkreuzertum trat erstmals zu Beginn des 17. Jahrhunderts als Reformbewegung in Tübingen innerhalb des deutschen Protestantismus mit zwei anonymen gesellschaftskritischen, politischen Programmschriften (Fama Fraternitatis und Confessio Fraternitatis) und einer romanhaften Allegorie, der Chymischen Hochzeit, an die Öffentlichkeit. Die Manifeste erschienen in einer Zeit, in der die wissenschaftlich-technische Naturbeherrschung zu einer Entfremdung zwischen Wissenschaft und christlicher Kultur führte. Das Hauptanliegen und Ziel der drei Schriften war es, dieser Entwicklung durch eine Kultivierung der Erde mittels einer kontinuierlichen Reformierung von Wissenschaft, Ethik und Religion gegenzusteuern. In der Fama Fraternitatis (kurz Fama) werden die Rosenkreuzer zudem nicht als Bruderschaft bezeichnet, die zur Geheimhaltung verpflichtet ist. Ihr Selbstverständnis baut auf einer vorurteilsfreien Verbreitung und Nutzbarmachung von Erkenntnissen und noch unbekanntem, unentdecktem Wissen aus anderen Kulturkreisen auf. Organisierte Gruppen von Rosenkreuzern gab es zu dieser Zeit noch nicht.
Erst mehr als 140 Jahre nach Erscheinen der Manifeste wurde um 1760 mit dem Orden der Gold- und Rosenkreuzer die erste Rosenkreuzerorganisation im Umfeld der Freimaurerei gegründet. Dieser Orden bildete mit seiner Form des mystischen Irrationalismus und Illuminismus einen Gegenpol zu den rationalen und modernistischen Kräften der Aufklärung. Der Orden erlangte kurze Zeit Macht und Einfluss in Preußen unter König Friedrich Wilhelm II., fand aber 1787 sein Ende. Der Glaube an Lehren, sofern sie von römisch-katholischen, lutherischen oder reformierten Glaubenswahrheiten im Preußen jener Zeit abwichen, wurde mit dem Religionsedikt von 1788 verboten und unter Strafe gestellt. Der aufklärungskritische Orden war maßgeblich an dem Zustandekommen des Religionsediktes beteiligt gewesen.
Ab Mitte des 19. Jahrhunderts entstanden (zunächst im englischsprachigen Raum) weitere rosenkreuzerische Gruppen, besonders einflussreich war der Hermetic Order of the Golden Dawn (1888–1903). Noch heute berufen sich einige Freimaurerlogen und sonstige hermetische Gruppen auf den Rosenkreuzer-Mythos, die größte davon ist AMORC.

## Begriffsbestimmung
Es gibt verschiedene Mysterienschulen und Initiationsgemeinschaften, die den Namen Rosenkreuz oder Rosenkreuzer in Bezug auf ihre Mitglieder oder den Organisationsnamen verwenden. Daneben werden von den Anhängern solcher Gemeinschaften gern berühmte Namen der Geistesgeschichte postum zu Rosenkreuzern erklärt.
Der Begriff „Rosenkreuzer“ kann folglich bezeichnen:
- die in der Fama beziehungsweise Confessio Fraternitatis bezeichnete (literarisch-fiktive) Bruderschaft;
- als Fremdbezeichnung: Anhänger bzw. Vertreter des dort formulierten pansophisch-hermetischen Gedankengutes, wie z. B. Michael Maier und Robert Fludd – auch wenn diese erklärtermaßen selbst nie Mitglied einer solchen Organisation waren;
- als Eigenbezeichnung: die Mitglieder einer Organisation, die auf die Tradition der in der Fama beschriebenen Bruderschaft Bezug nimmt oder die eine durchgehende historische Kontinuität zu dieser behaupten;
- höhere Eingeweihte und Geistwesenheiten, welche an der spirituellen Führung der Menschheit beteiligt sein sollen, was zum Beispiel die theosophisch beeinflussten „modernen“ Rosenkreuzer der Gegenwart proklamieren, in deren Lehren seit dem 19. Jahrhundert auch rein spiritistische Vorstellungen einflossen.

Ideengeschichtliche Ausgangspunkte
Zu den ideengeschichtlichen Ausgangspunkten der Rosenkreuzer des 17. Jahrhunderts gehören die klassischen Geheimlehren Magie, Astrologie, Alchemie, Kabbala und Theosophie.
Die Rosenkreuzer des 18. und 19. Jahrhunderts gehörten zur Gruppe der Illuministen. Sie griffen auf ältere philosophische oder auf östlich-vorchristliche, jüdische und christlich-gnostische Spekulationen zurück, bezogen sich auf den Neuplatonismus mit seinen orphischen, pythagoräischen und platonischen Lehrstücken und entlehnten Versatzstücke der mittelalterlichen Mystik für ihre Denksysteme.
Rosenkreuzerisch beeinflusst sind viele heutige okkult-philosophische, magische, mystisch-spirituell orientierte oder auch rein spirituelle westliche Gesellschaften.

## Manifeste der Rosenkreuzer und ihre Wirkung
Viele moderne Rosenkreuzergruppen legen die Wurzeln ihrer Gesellschaft in die Antike oder in mythische Frühzeit, wofür es aber keine Belege gibt. Die Anfänge des Rosenkreuzertums liegen vielmehr im 17. Jahrhundert in Württemberg.

### Tübinger Kreis und Manifeste der Rosenkreuzerbewegung

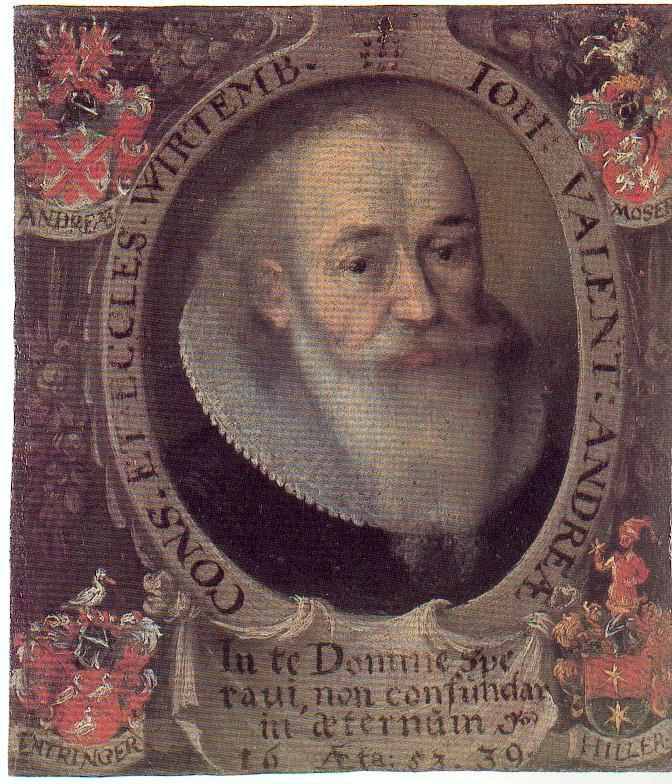
Johann Valentin Andreae

Den Ursprung des Rosenkreuzertums bilden drei Grundschriften des 17. Jahrhunderts, die wegen ihres grundlegenden Charakters auch „Manifeste“ der Rosenkreuzerbruderschaft genannt werden, und der Tumult um eine vermeintlich geheime Bruderschaft, der sich an ihnen entfachte. Die Manifeste bestehen aus zwei politischen Programmschriften: der Fama Fraternitatis und der dazugehörigen Verteidigungsschrift mit einem ambivalenten Kontaktaufruf, der Confessio Fraternitatis. Die dritte Rosenkreuzergrundschrift, die Chymische Hochzeit, erschien als eigenständige Dichtung der Spätrenaissance mit autobiografischen und alchemiekritischen Anklängen. Die drei Rosenkreuzerurschriften sind jedoch keine historischen Dokumente. Die thematisierte Bruderschaft der Rosenkreuzer aus dem 14. Jahrhundert wurde von den Verfassern der Fama, einem Tübinger Gelehrtenkreis um Tobias Heß und Christoph Besold, erfunden. Bei der Person des Christian Rosencreutz handelt es sich um eine literarische Figur, die von dem evangelischen Theologen Johann Valentin Andreae erfunden wurde. Innerhalb des Tübinger Kreises wurde der Gedanke einer „Generalreformation“ der ganzen Welt entwickelt, die 100 Jahre nach der Reformation durch Luther eine Erneuerung des ins Stocken gekommenen reformatorischen Gedankens anstrebte.

#### „Fama Fraternitatis“ (1614)

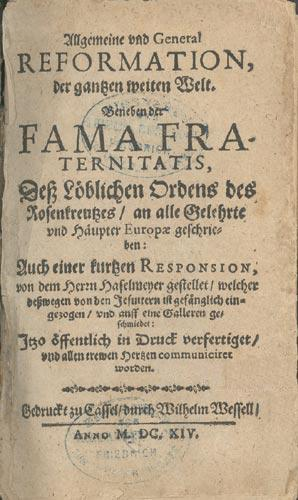
Erste Seite der Originalausgabe der Fama Fraternitatis, 1614

Im Jahre 1614 erschien die Fama Fraternitatis im Erstdruck bei Wilhelm Wessel in Kassel ohne Autorenangabe. Die Fama stellt ein politisches Programm dar, das die Forderung nach Institutionalisierung der neuzeitlichen Wissenschaft enthält. Als besonderes Anliegen der Fama erscheint der Wissenstransfer. Dazu werden den zerstrittenen europäischen Gelehrten die vereint zusammenarbeitenden „Weisen des Orients“ als Kontrast gegenübergestellt.
Die Fama Fraternitatis ist keine selbständige Schrift, sondern in einem Sammelband mit weiteren Traktaten eingebettet in eine anonyme Schrift mit dem Titel: Allgemeine und General Reformation der ganzen weiten Welt. Der Traktat ist ein Auszug aus dem ursprünglich 1612 in Venedig erschienenen Werk Ankündigungen vom Parnass (De’ ragguagli di Parnasso) des italienischen Satirikers Traiano Boccalini. Die zweite Schrift des 147 Seiten umfassenden Büchleins, die Fama Fraternitatis, ist das Kernstück und ist dem Bericht von Vater Rosenkreutz und der Ursprungsgeschichte seines geheimen Ordens gewidmet, die sich im Legendären verliert. Einleitend beginnt die Fama mit einer Beschreibung der gegenwärtigen Situation und deren Reformbedarf. Im Rahmen theologischer Kategorien wird zunächst referiert, wie sich zu Beginn des 17. Jahrhunderts die exakten Erfahrungswissenschaften von den bis dahin spekulativen Naturwissenschaften zu trennen begannen: Aus der mittelalterlichen Alchemie entstand langsam die Chemie, und aus der Astrologie ging die Astronomie hervor. Dieses Aufkommen neuer Naturlehren führte zu einem Prozess der geistig-religiösen sowie politischen Umwandlung in allen Bereichen des damaligen Heiligen Römischen Reichs deutscher Nation, der den Anhängern der alten Naturlehren missfiel. Es folgt ein kurzer Abriss der Lebensgeschichte des legendären Vaters Rosenkreutz, der sein in Arabien und Afrika gesammeltes Wissen der Geheimnisse des Morgenlandes im Abendland weiterzugeben versucht, um in Europa zur Verbesserung der Lebensumstände eine Gelehrtenrepublik zu gründen. Fünf Jahre nach seiner Rückkehr nach Deutschland widmet sich Vater Rosenkreutz wieder dem Vorhaben an eine Reformation und verbindet sich dazu mit drei Klosterbrüdern. Sie gründen die nach dem Stifter benannte „Bruderschaft des Rosenkreutz“, errichten das Haus Sancti Spiritus und nehmen noch vier Genossen auf. Die Brüder verteilen sich in alle Länder, treffen sich aber einmal jährlich am Wohnsitz von Vater Rosenkreutz, der nicht mehr auf Reisen geht und dem stets zwei Brüder Gesellschaft leisten. Jeder Bruder hatte vor seinem Tod einen Nachfolger zu stellen. Diese Jünger wissen irgendwann nicht mehr genau, wann der Ordenstifter Rosenkreutz gestorben ist, und finden 120 Jahre nach dessen Ableben zufällig seine Begräbnisstätte in einem alten Gewölbe. Daraufhin verwerfen sie das „verflucht Goldmachen“, bekennen sich als Anhänger der Kirchenreformation und rufen ehrlich Interessierte dazu auf, sich ihnen anzuschließen.
Adam Haslmayr war bereits 1610 im Besitz einer Handschrift der Fama Fraternitatis, auf die er sich in einem 1612 im Druck erschienenen Brief bezog.

#### „Confessio Fraternitatis“ (1615)
1615 erschien die Confessio erstmals im Druck (ebenfalls bei Wilhelm Wessel in Kassel). Der volle Titel lautete „Confessio Fraternitatis. Oder Bekanntnuß der löblichen Brüderschafft deß hochgeehrten Rosen Creutzes an die Gelehrten Europae geschrieben.“ Das Anliegen der Confessio, die bereits in der Fama von 1614 an zwei Stellen angekündigt wurde, ist, die Fama zu verteidigen und einzelne Problemkreise daraus, die in loser Folge behandelt werden, weiter zu erläutern. Sie wendet sich mehr an ein gebildetes Publikum, was auch durch den ursprünglichen Einsatz der lateinischen Sprache deutlich wird. Die Confessio geht zum Angriff über und verurteilt die gegenwärtige Philosophie als „gantz kranck und mangelhafft“, wohingegen die Philosophie der Bruderschaft in den höchsten Tönen gepriesen wird.
Der Aufruf der Fama an die europäische Geisteswelt, die Verfasser zu kontaktieren, wird wiederholt. Die Confessio ist einerseits stark von protestantischem Geist beeinflusst: Der Papst wird angegriffen und das Bibellesen als wesentlicher Zugang zur rosenkreuzerischen Gesellschaft propagiert. In der Confessio sind auch zum ersten Mal die Geburts- und Sterbensdaten des angeblichen Gründers, 1378–1484, erwähnt. Andererseits kann die Schrift aber auch als Satire interpretiert werden: Sie ergeht sich über drei Viertel der Länge in Andeutungen über das geheime Wissen der Gesellschaft, um dann gegen Ende vor den „meisten Büchern der falschen Alchimisten, die es für einen Scherz und eine Kurzweil halten, wenn sie […] mit wunder-seltsamen Figuren und dunklen, verborgenen Reden die Leute betrügen und die Einfältigen um ihr Geld bringen“ zu warnen. Schließlich heißt es:

„Meidet und fliehet solche Bücher, die ihr gewitzt seid, und wendet euch zu uns, die wir nicht euer Geld suchen, sondern unsere großen Schätze euch gutwillig anbieten.“

#### „Chymische Hochzeit“ (1616)

Die Monas-Glyphe John Dees auf der Titelseite der Chymischen Hochzeit

1616 erschien in Straßburg bei Lazarus Zetzner ein drittes Buch, das, von Andreae verfasst, zu den Rosenkreuzer-Grundschriften gezählt wird: Die Chymische Hochzeit des Christian Rosencreutz. Anno 1459. Das 150 Druckseiten umfassende Werk steht mit Fama und Confessio nur über die gemeinsame Hauptperson Christian Rosencreutz in Beziehung. Waren Fama und Confessio als Manifeste einer gegenwärtigen Bewegung im „wir“-Stil abgefasst, so scheint es, als sei die Chymische Hochzeit als autobiografisches Werk von Rosenkreuz selbst in der 1. Person Singular geschrieben worden. Die Chymische Hochzeit hat die Form eines sinnlichen, teilweise obskuren, alchemistischen Märchens. Darin wird die Person des Christian Rosencreutz nicht mehr als der bohrende Forscher der Fama, der den Rest seines Daseins in einem Kloster fristet, dargestellt, sondern als ein grübelnder Greis in hohem Alter, aus dessen Leben sieben Tage geschildert werden, die Zeit von Gründonnerstag bis Mittwoch nach Ostern des Jahres 1459:
1. Am ersten Tag erhält der in einer Eremitage am Abhang eines Berges lebende, als gottesfürchtig, demütig und fromm dargestellte Rosenkreuz die Einladung zu einer königlichen Hochzeit. In der Nacht träumt er, mit anderen in einem Turm eingekerkert zu sein. Doch kann er mit einigen Gefangenen über ein in den Turm herabgelassenes Seil entkommen.
2. Am zweiten Tag unternimmt er die schwierige Wanderung zu dem Schloss, wo er vom Torhüter eingelassen, auf eine illustre Gesellschaft trifft, unter der sich viele Prahlhänse und Wichtigtuer befinden.
3. Am dritten Tag werden die Gäste einer Wägezeremonie unterzogen, um auf der Tugendwaage ihre charakteristischen Qualitäten zu ermitteln. Daran scheitern die meisten Gäste. Während diese Hochstapler fortgejagt werden, hält Rosenkreuz selbst zusätzlichen Gewichten stand, worauf er und andere Erwählte das „Goldene Vlies“ des Ordens erhalten und er durchs Schloss geführt wird.
4. Am vierten Tag findet eine Theateraufführung statt (eine Allegorie auf die Reformation). Im Anschluss müssen die erwählten Gäste absolute Treue geloben, da sie daraufhin Zeugen der Enthauptung von sechs Mitgliedern der königlichen Familie werden und ihnen zuvor erklärt wurde, dass die Wiederentdeckung der Geköpften von den Gästen abhänge.
5. Am fünften Tag entdeckt Rosenkreuz beim Schlendern in einer Schlosskammer die schlafende Venus. Um die anderen Gäste zu täuschen, wird die Beerdigung der Königsfamilie inszeniert. Doch Rosenkreuz kann als einziger beobachten, dass die eigentlichen Särge der Verstorbenen auf eine abgelegene Insel verschifft werden.
6. Der sechste Tag wird mit alchimistischen Tätigkeiten in einem der Schlosstürme verbracht. Es gelingt den Experimentierenden, aus toter Materie einen lebenden Vogel zu erzeugen. Schließlich entsteht aus den Geköpften ein neues Königspaar.
7. Am siebenten Tag besteigt die Gesellschaft zwölf Schiffe. Die Gäste werden zum „Ritter vom Goldenen Stein“ geschlagen und müssen sich zu fünf Ordensgeboten verpflichten. Anstelle eines Happy Ends gerät Christian Rosenkreuz in arge Bedrängnis, weil seine Entdeckung der schlafenden Venus am fünften Tag als Verfehlung gilt, weshalb er zur Strafe den Dienst als Torhüter des königlichen Schlosses antreten muss.[9]

#### Unmittelbare Wirkung

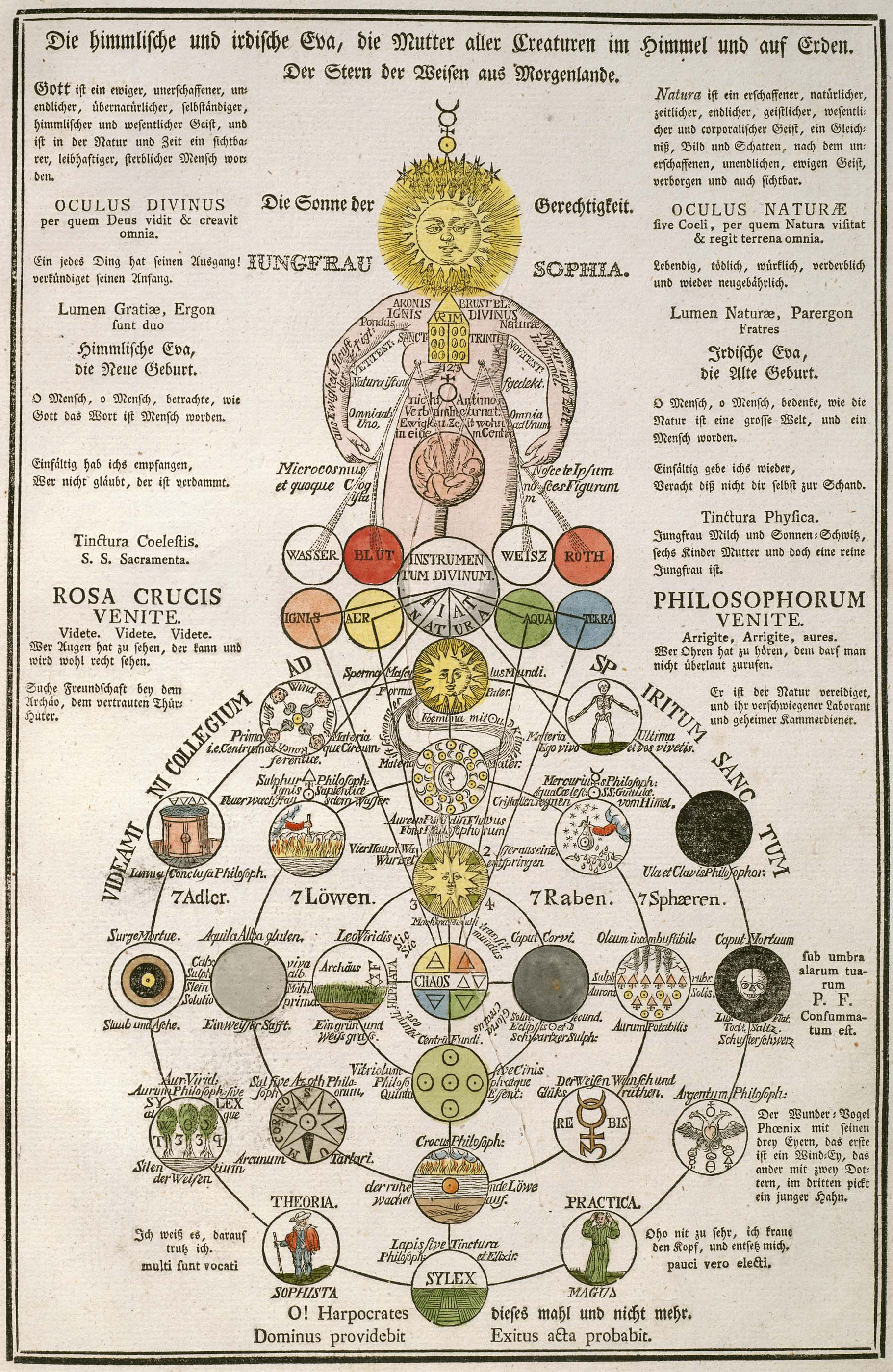
Geheime Figuren der Rosenkreuzer, Altona 1785

Die Fama und die Confessio erzeugten in Europa ein gewaltiges Echo. Da keine Adresse der vermeintlichen Bruderschaft bekannt war, musste die Auseinandersetzung mit ihr öffentlich erfolgen. Von 1614 bis 1625 erschienen mehr als vierhundert Drucke zum Thema. Die jeweiligen Verfasser wollten mit der Bruderschaft Kontakt aufnehmen, Kritik oder Zustimmung äußern oder nachweisen, dass die Gesellschaft existiere. In der französischen Traktatliteratur wurden die Rosenkreuzer überwiegend negativ aufgefasst, und man brachte sie mit dem Satanismus in Verbindung. Doch „Die Rosenkreuzer“, nach deren Identität und Zielen man Ausschau hielt, existierten nie, sie waren eine literarische Fiktion. Nachdem sich aus Andreaes Idee von einer Rosenkreuzer-Bruderschaft, die einen Denkprozess in Gang setzen sollte, eine schwärmerische Bewegung mit teilweise sektiererischen Zügen aus Schwarmgeistern und Gauklern entwickelt hatte und der Begriff Rosenkreuzer dadurch für einen seriösen Diskurs über die erhoffte Gesellschaftsreform entwertet wurde, distanzierte sich Andreae davon.

### Gesellschaftliche Bedeutung der Manifeste
Die im Ausgang des Renaissance-Zeitalters erschienenen Tübinger Rosenkreuzermanifeste standen einst im Mittelpunkt „einer der wirkmächtigsten, von Intellektuellen getragenen Reformbewegung“ des Protestantismus. Während sich die 1614 erschienene Satire Allgemeine und Generalreformation der gantzen weiten Welt über alle bis dahin erfolgten nur äußerlichen Reformen zur Welt- und Menschheitsverbesserung belustigte, war das ihr angehängte, an die europäischen Regierungen und Wissenschaftler gerichtete, Rosenkreuzermanifest, die 36-seitige Denkschrift Fama Fraternitatis, in ernsthafterem Ton verfasst. Die Fama forderte eine Reform von Wissenschaft, Religion, Kultur und Gesellschaft. Zugleich wurde, vor dem Hintergrund des kopernikanischen Schocks beklagt, dass die ethische Lebensbewältigung mit dem schnellen Fortschreiten der Wissenschaften und der damit einhergehenden technischen Möglichkeiten nicht Schritt halten konnte und weit hinterherhinkt. Durch dieses Defizit seien gefährliche Disharmonien entstanden, die als die Ursache sich anbahnender schwerer politischer und sozialer Konflikte in der Welt identifiziert wurden; die Fama Fraternitatis erschien vier Jahre vor dem Ausbruch des Dreißigjährigen Krieges und forderte die Gelehrten und Herrscher Europas auf, Maßnahmen einzuleiten, um eine erforderliche alle gesellschaftlichen und kulturellen Lebensverhältnisse umfassende „General-Reformation“ einzuleiten.

#### Geistesgeschichtliches Umfeld
Die Rosenkreuzerbewegung entstand im sogenannten konfessionellen Zeitalter. Diese Epoche war von einem intensiven Diskurs über religiöse und konfessionelle Probleme geprägt, der das öffentliche Leben stark beeinflusste. Die beginnende Neuzeit stand dem ausgehenden Renaissance-Zeitalter unversöhnlich gegenüber, während sich ein Paradigmenwechsel vollzog: Der hysterische Hexenwahn kulminierte in den Verfolgungswellen von 1590, 1630 und 1660, und die politischen Rosenkreuzer-Manifeste erschienen kurz nach dem Feuertod Giordano Brunos in Rom (1600). Als 1616 die dritte Rosenkreuzerschrift, die Chymische Hochzeit von Johann Valentin Andreae im Druck erschien, wurde fast zeitgleich das heliozentrische Weltbild des Kopernikus von der römischen Kirche zur ketzerischen Irrlehre erklärt. Weltuntergangspropheten und Apokalyptiker hatten Hochkonjunktur. Trotz der Vorrangstellung der rechten Lehre der lutherischen Orthodoxie, deren Hochburg damals in Tübingen lag, machte sich Unzufriedenheit angesichts dogmatischer Erstarrungen und eines konstatierten Mangels an Nächstenliebe breit. In diesem Umfeld fand die mystische, spiritualistische Frömmigkeits- und Erbauungsliteratur des Theologen Johann Arndt, insbesondere seine Vier Bücher vom wahren Christentum, großen Anklang. Ein ausgeprägter Hang zum Chiliasmus, die Erwartung des in der Johannesapokalypse verheißenen, tausendjährigen Friedensreiches, machte sich breit. Bedeutende Exponenten dieser Richtung waren der Görlitzer Schuster Jakob Böhme und der lutherische Pfarrer Valentin Weigel, dessen Name der Orthodoxie postwendend als Ketzername mystisch-spiritueller Irrlehren diente, dem Weigelianismus.

#### Mystische Hochzeit von Themse und Rhein

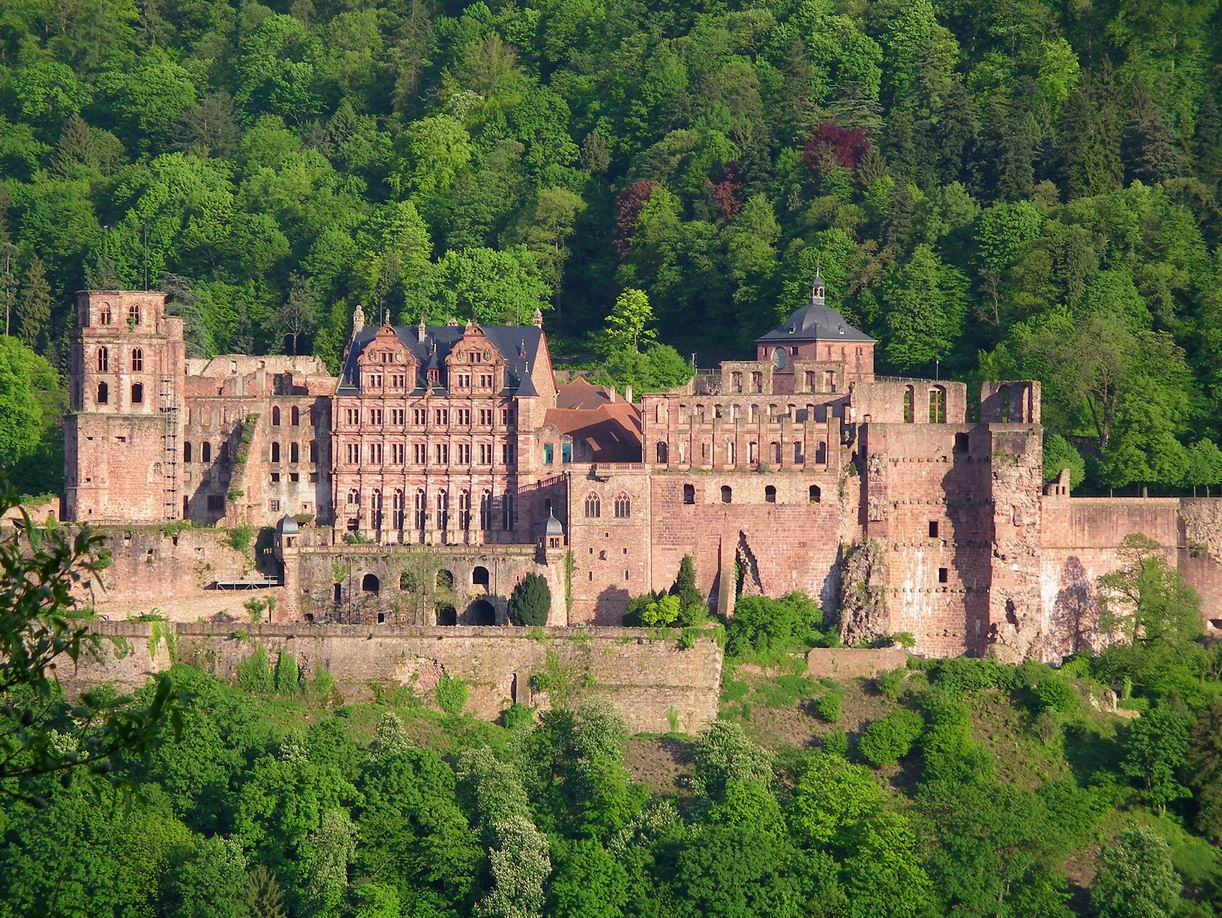
Die Historikerin Frances A. Yates identifizierte das Heidelberger Schloss als Vorlage für das Märchenschloss der Chymischen Hochzeit Andreaes.

Der Rosenkreuzerdiskurs wurde im Windschatten der machtpolitischen Kontroversen zu Zeiten des großen europäischen Krieges geführt. Gemäß der englischen Historikerin Frances A. Yates bildeten die Rosenkreuzer-Manifeste die mystische Hintergrundfolie einer Bewegung zu Beginn des Dreißigjährigen Krieges, die das Ziel verfolgte, Friedrich V. von der Pfalz zum böhmischen König zu machen. Demnach beschrieben die Anhänger dieser Bewegung mit dem alchymischen Initiationsprozess aus Andreaes Märchen Chymischer Hochzeit die Hochzeit des pfälzischen Kurfürsten Friedrich V. (1596–1632), des „Winterkönigs“ und Führers der Protestantischen Union mit der Tochter des englischen Königs Jakob I., Prinzessin Elisabeth Stuart (1596–1662), im Jahr 1613. Gemäß Yates gebe es im Märchen der Chymischen Hochzeit und dessen Symbolik deutliche Anspielungen auf das Heidelberger Schloss, das vom politische Hoffnungen symbolisierenden Pfälzischen Löwen beherrscht wurde. Insofern wäre der Rosenkreuzer-Mythos im Sinne dieser mystischen Hochzeit von Themse und Rhein zur Ideologie des vom „Winterkönig“ angeführten calvinistischen Blocks geworden, und damit zu einem neuen europäischen Machtfaktor. Doch diesen Träumen und Hoffnungen bereitete die Katholische Liga durch ihren Sieg in der Schlacht am Weißen Berg ein militärisches und politisches Ende. Auf einem zeitgenössischen, rosenkreuzerische Motive enthaltenden satirischen Stich wurden die gescheiterten Bemühungen, Böhmen der Habsburger Herrschaft zu entziehen und der pfälzischen Regierung zu unterstellen, persifliert.

#### Andreae verspottet die Rosenkreuzerbewegung
Der Erfinder des Mythos der Rosenkreuzer, Johann Valentin Andreae, verspottete die wilden Reaktionen und das Geschrei der sich formierenden Rosenkreuzerbewegung, und seine diesbezüglichen öffentlichen Kommentare waren ausschließlich negativ, während er die Inhalte der Manifeste verteidigte. 1619 bezeichnete er in seiner Schrift Turis Babel die Suche nach den Rosenkreuzern als Illusion, da die Fama in erster Linie Betrüger, Alchimisten und Gaukler zu verwirrenden Antworten veranlasst habe. Daran anschließend erklärte er die fiktive Bruderschaft, die nie existiert habe, zum Ideal einer zukünftigen christlichen Gemeinschaft, in der die Position der literarischen Figur des Christian Rosencreutz durch Christus selbst eingenommen wird, was er in seinem Menippus von 1617 und 1619 in der Vorrede seiner Schrift Christianopolis weiter verdeutlichte: Das erdichtete Rosenkreuzerspiel hatte lediglich die „Einschärfung eines christlichen Lebens“ zum Ziel. Dazu bedürfe es keiner Bruderschaft, sondern der Eigeninitiative. Nachdem der Versuch mit den Rosenkreuzermanifesten wegen ihrer ungeeigneten pansophisch-hermetischen Einkleidung gescheitert war, weil er nur Schwarmgeister anzog und die Gelehrtenwelt in völlige Verwirrung stürzte, versuchte Andreae seine Ziele und Ideale zur Bildung einer christlichen Gesellschaft in einem kleineren Kreis umzusetzen. Dazu gründete er 1619/20 mit zahlreichen alten Freunden die Societas Christiana.

#### Auseinandersetzung mit den Gegnern
Die unorthodoxen Manifeste riefen aus dem orthodox-christlichen Lager und unter konservativen aufklärerischen Naturwissenschaftlern Gegner auf den Plan. Zunächst reagierte die gegen alle ketzerischen Schwankungen und Abweichungen extrem empfindlich eingestellte lutherische Orthodoxie besonders feindlich, da sie auf eine Konsolidierung einer festen Glaubensausrichtung des noch jungen Protestantismus bedacht war, und brandmarkte den Rosenkreuzerimpuls als Verrat am Werke Luthers: Man stellte die Rosenkreuzerideen als Schöpfung der calvinistischen Reformation oder als Wiedertäufertum dar und titulierte die Rosenkreuzer als Gesinnungsgenossen der Weigelianer, der Böhme- und Schwenkfeld-Anhänger. Die katholische Kirche reagierte, solange sie in der Epoche einer aktiven Gegenreformation gefestigt war, wesentlich gelassener und hielt die Rosenkreuzer hauptsächlich für lutherische Ketzer.

#### Weitere Wirkungen
Nach dem lediglich literarischen Auftreten der sogenannten „älteren Rosenkreuzer“ ab 1614 bezogen sich einige profilierte Einzelpersonen, die sogenannten „mittleren Rosenkreuzer“, auf diesen Rosenkreuzer-Impuls. Unter anderen verteidigten Michael Maier und der Engländer Robert Fludd die Manifeste der Rosenkreuzer und verstanden sich als in ihrem Sinne wirkend. Eine Organisation oder ein Orden wurde auch von den „mittleren Rosenkreuzern“ nicht gebildet. Das reformatorische Sammelbecken aus Pietisten und Anhängern der Theosophie Jakob Böhmes (Böhmianer) spielte zu Beginn des 17. Jahrhunderts eine wesentliche Rolle in der Verbreitung der rosenkreuzerischen Manifeste. Die sich anschließende Flut an rosenkreuzerischen Schriften, die sich zwischen 1616 und zirka 1625 mit den Manifesten beschäftigten, führte zu Wandlungsprozessen der ursprünglichen Rosenkreuzerideen. Diese nahmen zum einen theosophische und christosophische Züge an und mündeten zusammen mit den Weigelianern und Böhmianern über Abraham von Franckenberg im Verbund mit der christlichen Mystik im Pietismus. Zum anderen veränderten Sperber, Mögling, Maier und Fludd das rosenkreuzerische Gedankengut, indem sie es mit alchemistisch-kabbalistischen Spekulationen anreicherten, was zur Ausbreitung dieser Literaturgattung unter gläubigen Alchimisten und Schwarmgeistern führte.

#### Gründung der Royal Society

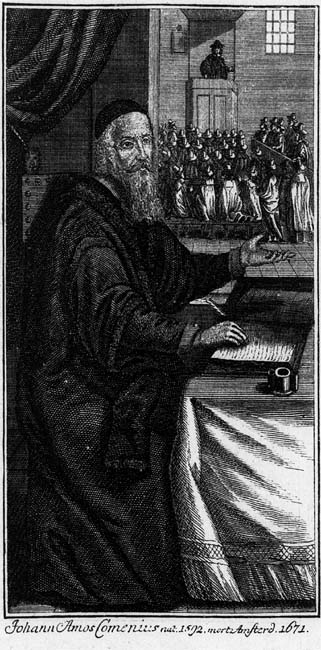
Der Erziehungsreformator Johann Amos Comenius formte aus Andreaes Rosenkreuzer-Ideen eine konkrete Programmschrift, die er dem englischen Parlament vorlegte.

Die Rosenkreuzer-Manifeste inspirierten viele prominente Zeitgenossen der Geistesgeschichte, insbesondere Johann Amos Comenius. So ist Comenius’ Schrift Das Labyrinth der Welt und das Paradies des Herzens in wesentlichen Teilen eine Adaption der Schriften Andreaes. Comenius unterschied in seinem letzten Werk, den Clamores Eliae, nicht mehr zwischen seinem eigenen Reformprogramm und der rosenkreuzerischen „Generalreformation“ und bezeichnete die Kirche der Böhmischen Brüder, die er aus dem Exil als Bischof leitete, als die erste real existierende Rosenkreuzerbruderschaft. Comenius hatte bei Andreae studiert. Anknüpfend an das Gedankengut Brunos und Campanellas, wollte er alles gesicherte und nützliche Wissen in einem „Buch der Bücher“ vereinen, das in seinem Aufbau die unsichtbare Ordnung des Kosmos widerspiegeln sollte. Diesen Plan stellte er 1641 dem englischen Parlament in seiner Programmschrift Via lucis (Der Weg des Lichts) vor. Dazu kam er 1641 auch persönlich nach England, um für die Einrichtung eines Kollegiums wohlgesinnter Philosophen zu werben, eine in England ansässige Forscherelite, die sich mit dem Sammeln des Wissens der gesamten Menschheit beschäftigen sollte, um es allen Menschen ohne Vorbehalte zugänglich zu machen. Daraus sollte die „wahre universelle philadelphische Kirche“ als Hüterin der globalen Kultur hervorgehen. Seine Vorschläge für eine Wirtschaftsreform waren mit Ideen angereichert, die er in Umwandlung von Andreaes Rosenkreuzer-Fabeln und Sozietätsplänen als konkreten Organisationsplan präsentierte. Comenius wurde mit seiner Gesamtdarstellung der Welt in Wort und Bild, dem mit einem Welterlösungsplan verbundenen Orbis sensualium pictus (1658), als Erziehungsreformator berühmt.
Als 1660 unter rosenkreuzerischen Einflüssen in London die Royal Society gegründet wurde, widmete ihr Comenius seine ehemals beim Parlament eingereichte Schrift Der Weg des Lichts, in deren Vorrede er die Naturwissenschaftler motivierte, auch Ziele jenseits der Grenzen ihrer Forschungsgebiete anzustreben. Comenius, der 1642 England unverrichteter Dinge verlassen musste, weil seine Vorschläge auf taube Ohren stießen, da sich das Parlament auf den Krieg mit dem König vorbereitete, wollte 1668, als er von der Gründung der Royal Society erfuhr, deren geistige Vaterschaft als Verwirklichung seines vorgeschlagenen „Kollegiums“ für sich reklamieren. Deshalb spielte er die Bedeutung und den Einfluss Andreaes und Campanellas für seinen Welterlösungsplan herunter und gab stattdessen den frisch inthronisierten geistigen Gründungsvater der Royal Society, Francis Bacon, als seine Inspirationsquelle an, was Bacon jedoch ignorierte.

## Rosenkreuzerische Organisationen

### Einordnung
Die Geschichte der rosenkreuzerischen Ideen und Organisationen überspannt einen Zeitraum von über 400 Jahren. Dazu kommt die fast unüberschaubare Vielzahl teils kleiner und kleinster Gruppen und Grüppchen, die sich umbenennen, spalten oder aufeinander berufen und ein verwirrendes Geflecht von Traditionslinien bilden. Naheliegend ist daher, dass der Versuch gemacht wurde, hier begrifflich zu ordnen.
Ein ins Auge fallender Unterschied ist der, dass in der Zeit der Manifeste und ihres Nachhalls nur Einzelpersonen historisch fassbar sind. Eine bestehende geheime Organisation wurde von den Zeitgenossen zwar angenommen, konnte aber nie nachgewiesen werden, und es ist heute Konsens, dass eine solche Organisation nie existierte.
Demgegenüber wird ab der Mitte des 18. Jahrhunderts eine große Zahl von Gruppen historisch fassbar, die häufig nach freimaurerischem Muster hierarchisch organisiert sind. Die erste dieser Gruppen sind die Gold- und Rosenkreuzer in Deutschland.
Man hat daher die Verfasser der Manifeste, ihr persönliches Umfeld und jene Personen, welche die Ideen der Manifeste aufgriffen und vertraten, häufig als „ältere Rosenkreuzer“ bezeichnet in Unterscheidung zu den ihnen nachfolgenden Gruppen und Organisationen, die Christian Rosenkreutz als ihren spirituellen Ahnherrn sehen wollten und sich auf eine derartige Tradition beriefen. Angehörige und Vertreter dieser Organisationen bezeichnet man zeitlich etwas unscharf als „Spätrosenkreuzer“.
Gelegentlich wird der Begriff „mittlere Rosenkreuzer“ für Vertreter und Richtungen verwendet, die von den älteren Rosenkreuzern ideengeschichtlich abhängen, aber den organisierten, späteren Rosenkreuzern nicht zuzuordnen sind. Bei Edighoffer dauert diese mittlere Periode, in der die Schriften der älteren Rosenkreuzer übersetzt und in anderen europäischen Ländern, insbesondere in England, rezipiert wurden, von der Mitte des 17. bis zum Beginn des 18. Jahrhunderts. Vereinzelt gibt es in dieser Zeit auch Nachrichten über die Existenz rosenkreuzerischer Gruppen, so soll Leibniz einer Gruppe von Rosenkreuzern und Alchemisten angehört haben, die Existenz einer Organisation, vergleichbar den späteren Gold- und Rosenkreuzern, gilt aber als unwahrscheinlich. Greffarth sieht zwischen den älteren und den Gold- und Rosenkreuzern eine Phase der von Freimaurern getragenen Rezeption und vermittelnden Überlieferung, zu der vor allem Elias Ashmole und die englische Maurerei des 17. Jahrhunderts gehören.

Schließlich wird der Begriff „Neue Rosenkreuzer“ vor allem für Gruppen verwendet, die ab der Mitte des 19. Jahrhunderts auftreten und durch ein Geflecht von Traditionslinien voneinander abhängen, beginnend mit der Societas Rosicruciana in Anglia in England. In speziell diesem Zusammenhang spricht man auch vom Rosicrucian Revival in England und seinen Folgen, speziell dem Hermetic Order of the Golden Dawn und seinen nicht abzuschätzenden Wirkungen auf Okkultismus und Esoterik im 20. und 21. Jahrhundert.
Harald Lamprecht hat in seiner Dissertation den Versuch unternommen, die Formenvielfalt der Neuen Rosenkreuzer in Kategorien zu fassen, deren drei er unterscheidet:
- Initiatorisches Rosenkreuzertum: Bei diesen Gemeinschaften wird die Bedeutung einer spirituellen Sukzession betont, das heißt, ähnlich wie bei den Freimaurern die reguläre Gründung einer neuen Loge nur durch Stiftung und Autorisierung durch eine bestehende Loge (charter) möglich ist, so wird bei diesen Gruppen besonderes Gewicht gelegt auf möglichst weit zurückverfolgbare Initiationsketten und Traditionslinien und eine dadurch gesicherte Authentizität.[28] Zu den initiatorischen Organisationen zählen u. a. die Societas Rosicruciana in Anglia und der AMORC.
- Theosophisches Rosenkreuzertum: Hierher gehören Gruppen in der Traditionslinie der von Helena Petrovna Blavatsky begründeten Theosophischen Gesellschaft.[29]
- Gnostisches Rosenkreuzertum: Diese Gruppen sind dadurch gekennzeichnet, dass Gedankengut und Konzepte der Gnosis in erheblichem Umfang aufgenommen wurden. Bekanntes Beispiel ist das Lectorium Rosicrucianum.[30]

Eine eindeutige Zuordnung einzelner Gruppen zu einer der Kategorien kann natürlich nicht frei von Willkür sein. Die Lamprechtschen Kategorien scheinen jedenfalls bislang weder übernommen noch nennenswert rezipiert worden zu sein.
Geographische Zuordnungen sind vor allem bei den moderneren Gruppen kaum sinnvoll, da diese meistens international agieren oder das zumindest behaupten. Eine Zusammenfassung von Gruppen entlang nachweisbarer Traditionslinien schließlich würde bedeuten, dass das Modell des initiatorischen Rosenkreuzertums implizit auf alle Gruppen angewandt wird.

### Einzelne rosenkreuzerische Gruppen
Im Folgenden werden die seit der Mitte des 18. Jahrhunderts auftretenden, bedeutenderen rosenkreuzerischen Gemeinschaften in verkürzter chronologischer Folge kurz vorgestellt. Weitergehende Informationen finden sich in den entsprechenden Hauptartikeln.

#### Orden der Gold- und Rosenkreuzer
Erst mehr als 140 Jahre nach Erscheinen der Rosenkreuzer-Manifeste wurde im 18. Jahrhundert (wahrscheinlich 1757) in Frankfurt am Main die erste Rosenkreuzer-Organisation gegründet, der antiaufklärerische Orden der Gold- und Rosenkreuzer, der seine Wurzeln in der deutschen Hochgradfreimaurerei hat. Gemäß dem Selbstverständnis des Ordens reichen seine Anfänge bis Moses und sogar bis zu Adam zurück.

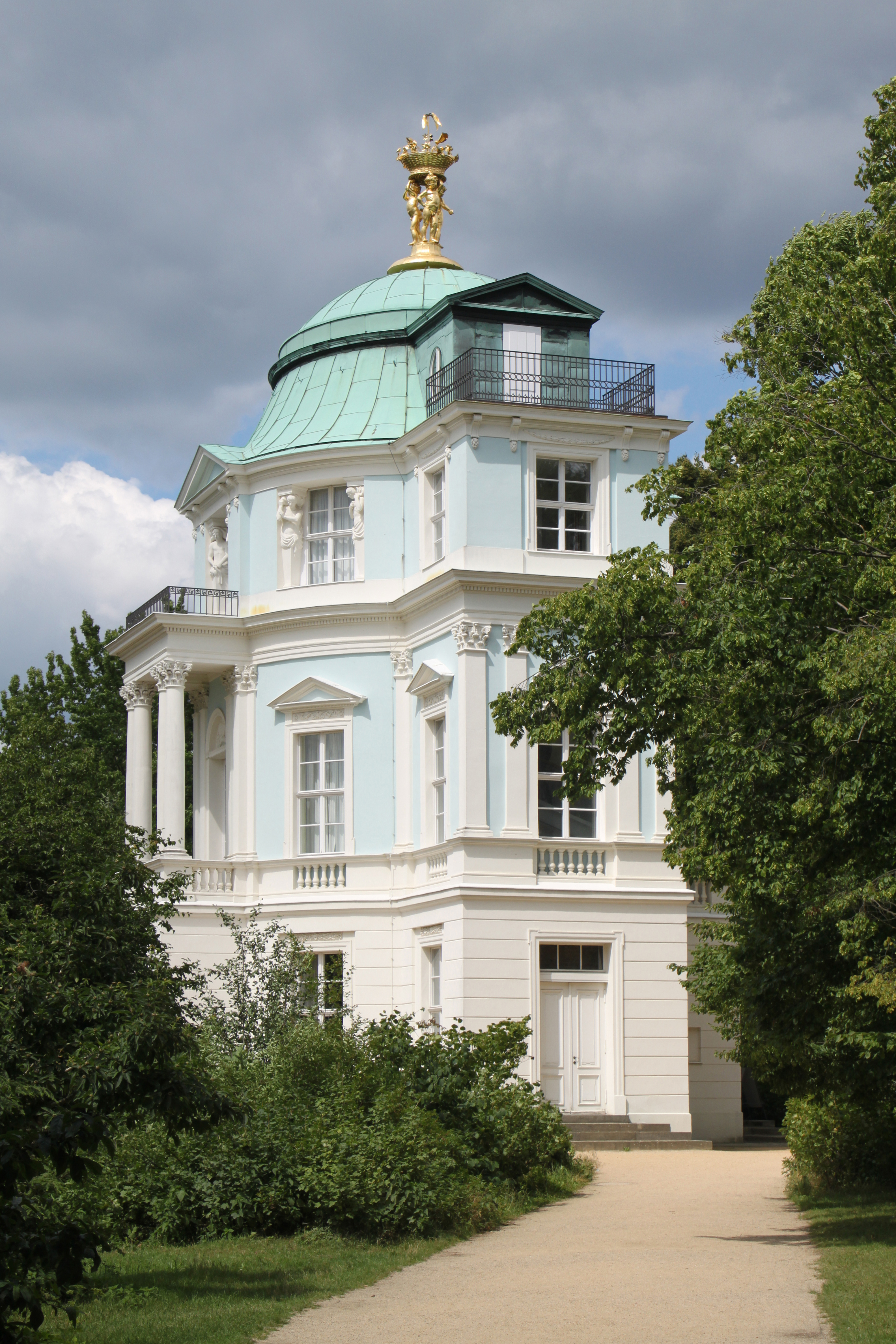
Im Belvedere des Schlosses Charlottenburg bei Berlin bekam Friedrich Wilhelm II. eine Geisterbeschwörung vorgeführt.

Die eigentlichen Initiatoren der Gold- und Rosenkreuzer waren Johann Christoph von Wöllner und Johann Rudolf von Bischoffwerder. Bischoffwerder gelang es, die Gunst des leichtgläubigen Kronprinzen Friedrich Wilhelm II. von Preußen zu erlangen, woraufhin Wöllner und er beschlossen haben sollen, ihn zu täuschen: Theodor Fontane beschreibt 1873 in seinen Wanderungen durch die Mark Brandenburg, wie Friedrich Wilhelm im Belvedere des Schlosses Charlottenburg und in der Blauen Grotte am Schloss Marquardt die Geister Marc Aurels, des Großen Kurfürsten und des Philosophen Gottfried Wilhelm Leibniz vorgeführt wurden, was ihn so beeindruckt haben soll, dass er außerstande gewesen sei, auch nur eine einzige Frage an die von einem Illusionisten und einem Bauchredner zum Leben erweckten großen Verstorbenen zu richten. Der Geisterzauber soll zur ständigen Ordenspraxis geworden und mittels Geisterapparaten (Laterna magica) des Hochstaplers Johann Georg Schrepfer durchgeführt geworden sein, die nach dessen Tod in den Besitz Bischoffwerders gelangt seien. Laut dem Historiker Leonhard Horowski waren Bischoffswerder und Wöllner aber durchaus keine Betrüger, sondern „intrigante Idealisten“, die selber betrogen wurden: Die „Geheimen Oberen“, von denen sie Friedrich Wilhelm erzählten, existierten demnach wirklich: Es seien drei Esoteriker aus dem oberpfälzischen Pfreimd gewesen, die Instruktionen und Prophezeiungen nach Berlin schickten, ohne irgendein Interesse an der Macht zu haben, die sie über den Kronprinzen bzw. König hätten ausüben können. Die okkulten Taschenspielertricks gehören demnach in das Reich der Legende. Friedrich Wilhelm soll sich im Gegenteil mehrfach darüber beklagt haben, dass nur Bischoffswerder, nie aber er Botschaften höherer Mächte erhalte. Begeistert ließ sich der Kronprinz von Herzog Friedrich August am 8. August 1781 als Ormesus Magnus aufnehmen.
Auch als die Geheimen Oberen nach der Thronbesteigung Friedrich-Wilhelms II. nicht, wie von ihnen prophezeit, in Berlin erschienen, um die dortigen Rosenkreuzern über den „Umgang mit höhern unsichtbaren Wesen“ zu belehren und dem neuen Herrscher besondere Kräfte zu verleihen, behielten Bischoffswerder und Wöllner ihren Einfluss beim König: Sie wurden sogar zum Kriegsminister bzw. Kultusminister befördert. Dadurch erlangte der Orden politische Bedeutung in Preußen. Wöllner erließ am 9. Juli 1788 ein Religionsedikt, das die lutherische Orthodoxie wieder einzurichten suchte; das Bündnis zwischen der preußischen Staatskirche und dem Aufklärungsprotestantismus war damit aufgekündigt. Diese Macht der Rosenkreuzer blieb aber Episode, da der König ab 1792 auf Abstand zu ihnen ging; dass der Orden materielle Vorteile aus seiner vorübergehenden Nähe zum Thron gezogen hätte, lässt sich nicht nachweisen.
Der vor allem im Deutschen Reich aktive Orden wirkte als geheime christliche Sekte mit alchimistischen Tendenzen. Die Ordensführer behaupteten untrügliche Weisheit zu besitzen, Armut und Krankheit bannen zu können und über die geheime Rezeptur zur Zubereitung des Steins der Weisen aus der „prima materia“ zu verfügen. Geprägt durch die Theosophen und Pansophen des 16. und 17. Jahrhunderts versuchte man, gegen den Rationalismus der Aufklärung anzukämpfen. Die Basis der esoterischen Beschäftigungsfelder bildeten drei Geheimlehren: die praktische und spekulative Alchemie gnostisch-christlicher Prägung, die kabbalistischen Gedankengänge Knorr von Rosenroths und die Mystik Jakob Böhmes. Darauf baute das rosenkreuzerische Ritual auf, das als Ordensziel angab, den gefallenen Menschen läutern zu wollen, um „das verunstaltete Ebenbild Gottes wiederherzustellen“ und Gold durch die Konzentration auf unedle Metalle zu produzieren. Die bekannt gewordenen Ritualsammlungen des Ordens zeigten, dass die alchimistischen Ordensanschauungen aus paracelistischen und iatrochemischen Lehren und der Phlogiston-Theorie abgeleitet wurden. Die Gold- und Rosenkreuzer identifizierten sich als Traditionalisten völlig mit dem Aristotelischen Weltbild, hingen der Vier-Elemente-Lehre an und ignorierten das zeitgenössische chemische Lehrgebäude, was mit Hohn und Spott seitens ihrer zeitgenössischen aufklärerischen Kritiker und der Chemiehistoriker des 19. Jahrhunderts quittiert wurde. Es wurden zwei umfassende Ordensreformen durchgeführt: 1767 erklärte man u. a. die Bibel zur einzigen Richtschnur.
1777 verkündete man, die Ordensoberen hätten die Freimaurerei erfunden und besäßen das exklusive Wissen um den geheimen Sinn der freimaurerischen Symbolik. Zu den neun Ordensstufen wurden nur Inhaber des Meistergrades der symbolischen Maurerei zugelassen. Die Mutterloge „Zu den drei Weltkugeln“ wurde der deutsche Hauptsitz des Ordens. Die Gold- und Rosenkreuzer infiltrierten die Freimaurerei und es kam zu Doppelmitgliedschaften, was vornehmlich durch das Hochgradsystem begünstigt wurde, das gegen die aufgeklärten Ziele der Freimaurerei gerichtet war.
Die Mitglieder waren einem rigiden Herrschaftssystem unterworfen, an dessen Spitze die Oberen standen, die unbekannt waren und als unfehlbar galten. Ihnen musste unbedingter Gehorsam geleistet werden. Gearbeitet wurde in Zirkeln mit maximal neun Personen, denen ein Zirkeldirektor vorstand, der wiederum einem Hauptdirektor unterstand, der seinerseits dem Oberdirektor Rechenschaft abzulegen hatte. Die Mitgliedsbeiträge waren so hoch, dass eine Mitgliedschaft für Angehörige mittlerer oder unterer Schichten ausgeschlossen war. Die Zirkel in Berlin und Kassel hatten die meisten Mitglieder. Letzterer wurde um 1779 u. a. von Samuel Thomas von Soemmerring gegründet, der seinen Freund, den Reiseschriftsteller Georg Forster anwarb.
Auf Geheiß Wöllners setzte der Orden mit Unterstützung der Jesuiten alles daran, den Illuminatenorden auszurotten. Der nachmalige Illuminat Adolph Freiherr Knigge polemisierte in seiner Schrift Ueber Jesuiten, Freymaurer und deutsche Rosencreutzer heftig gegen die Gold- und Rosenkreuzer, die er des Betrugs bezichtigte, verwahrte sich gegen deren Goldmacherei und setzte sie kenntnisreich vom „wahren Geist“ der „älteren Rosenkreutzer“ des 17. Jahrhunderts ab. Auch der Illuminat Johann Joachim Christoph Bode debütierte mit seinem Pamphlet Starke Erweise aus den eigenen Schriften Des Hochheiligen Ordens Gold- und Rosenkreutzer (1788) zu einem Gegner des Ordens.
Im überlegenen Sendungsbewusstsein des Ordens galten die Träger des neunten Grades als gottähnlich. Ihr Anspruch, ihnen sei durch magische Prozeduren Gewalt über die ganze Menschheit gegeben, beschleunigte den Untergang des Ordens. Als der mystische Ordenszweck in den Hintergrund geriet und sich eine immer stärkere politische Ausrichtung bemerkbar machte, breitete sich Enttäuschung aus, als die den Mitgliedern der oberen Grade propagandawirksam verheißenen Wunderkräfte ausblieben. Ein Übriges tat die Überbewertung der Alchimie, deren Aspekte zunehmend als veraltet erkannt wurden. Als letztlich 1782 Wöllners Versuch auf dem Freimaurerkongress scheiterte, die noch der Strikten Observanz huldigenden Freimaurer dem Orden zu unterwerfen, nahm der Niedergang seinen Verlauf. Schließlich wurde 1787 der einstweilige Stillstand der Zirkelarbeit in einer „Silanum“ genannten Verordnung verfügt. Weitere sichtbare Ordenstätigkeiten sind nicht bekannt. Als Geheimbund konzipiert, wird der Orden in der Forschung auch als geheime Kirche des 18. Jahrhunderts begriffen, die als soziales und spirituelles System esoterische und kirchlich-christliche Elemente und Funktionen für seine Mitglieder verband.

#### „Royal Order of Scotland“
Der Royal Order of Scotland wurde 1741 von William Mitchell in Edinburgh gegründet. In dem rosenkreuzerisch geprägten Orden wurden nur verdiente Freimaurer auf Einladung aufgenommen.

#### „Societas Rosicruciana in Anglia“ (S.R.i.A.)
Die Erinnerung an die Legenden der Rosenkreuzer wurde in den Hochgraden der Freimaurerei wachgehalten, was erstmals 1865 mit der Gründung der S. R. i. A. historisch greifbar wird.
Die Societas Rosicruciana in Anglia (S. R. i. A.) wurde 1865 durch Robert Wentworth Little (1840–1878) in London gegründet. Die S. R. i. A. nahm nur reguläre Freimaurer im Meistergrad auf und war in erster Linie ein freimaurerischer Studienzirkel, der sich bei regelmäßigen Zusammenkünften mit diversen Aspekten der Geheimwissenschaften beschäftigte. Gelegentlich wurden auch zeremonielle Handlungen vollzogen.
Aus der S. R. i. A. sind Zweige in verschiedenen Teilen der Welt hervorgegangen, zum Beispiel in Schottland die Societas Rosicruciana in Scotia oder in den USA die Societas Rosicruciana in Civitatibus Foederatis. In den USA kam es 1908 unter George Winslow Plummer zur Abspaltung der Societas Rosicruciana in America, die ebenfalls das Kürzel S. R. i. A. verwendete, aber auch Nicht-Freimaurer und Frauen aufnahm.

#### „Hermetic Order of the Golden Dawn“
Weil einigen Mitgliedern der Societas Rosicruciana in Anglia (S. R. i. A.) die bisherigen Forschungen ihres Ordens zu flüchtig waren und sie praktische Magie testen wollten, gründeten William Wynn Westcott, William Robert Woodman und Samuel Liddell MacGregor Mathers 1888 den Hermetic Order of the Golden Dawn. Man übernahm die ursprünglichen Grade der deutschen Gold- und Rosenkreuzer des 18. Jahrhunderts und fügte einen zehnten Grad (Ipsissimus) hinzu. Laut Gründungslegende sei man durch ein altes aufgefundenes „Cipher Manuscript“, dessen Echtheit umstritten ist, seitens eines hochrangigen Mitglieds eines deutschen Rosenkreuzerordens ermächtigt und legitimiert gewesen, den englischen Zweig zu begründen. Den inneren Kreis des Golden Dawn, dem nur fortgeschrittene Mitglieder angehörten, bildete ab 1892 der „Orden der Roten Rose und des Goldenen Kreuzes“ (Ordo Rosæ Rubeæ et Aureæ Crucis, kurz: R. R. et A. C.). Dieser habe angeblich mit „Geheimen Oberen“ in Verbindung gestanden. Nachdem sich Westcott 1897 von den leitenden Funktionen zurückgezogen hatte, wurde Florence Farr Chefadeptin des englischen Zweiges, während Mathers in Paris lebte und den Orden aus der Distanz leitete. Dies führte zu einigen Auseinandersetzungen unter den Mitgliedern. Diese erreichten ihren Höhepunkt Anfang 1900, als die Adepten des Londoner Tempels sich weigerten, Aleister Crowley in den inneren Orden aufzunehmen. Mathers’ autoritärer Führungsstil und der Zweifel an der Authentizität der Gründungslegende führten zur offenen Rebellion des Londoner Tempels. Die wenigen Mathers noch loyal gebliebenen Mitglieder bildeten einen eigenen Zweig, der später Alpha et Omega (A∴O∴) benannt wurde. Die Londoner Adepten versuchten zunächst, die Leitung auf demokratischer Grundlage weiterzuführen, scheiterten jedoch an einer Einigung, so dass der Orden 1903 endgültig zerbrach. Die mystisch orientierten Mitglieder folgten Arthur Edward Waite in den Independent and Rectified Rite of the Golden Dawn, während die magisch orientierten Mitglieder unter Robert William Felkin die Stella Matunina begründeten, die noch bis in die späten 1970er Jahre aktiv war.
Gegenwärtig gibt es mehrere Organisationen in der Tradition des Golden Dawn, etwa die 2002 gegründete „Sodalitas RosaeXCrucis et Solis Alati“, die in mehreren Ländern esoterische Schulungen und magische Einweihungen durchführt.

#### „Ordre Kabbalistique de la Rose-Croix“

Stanislas de Guaita (1871–1897), Gründer des Ordre Kabbalistique de la Rose-Croix

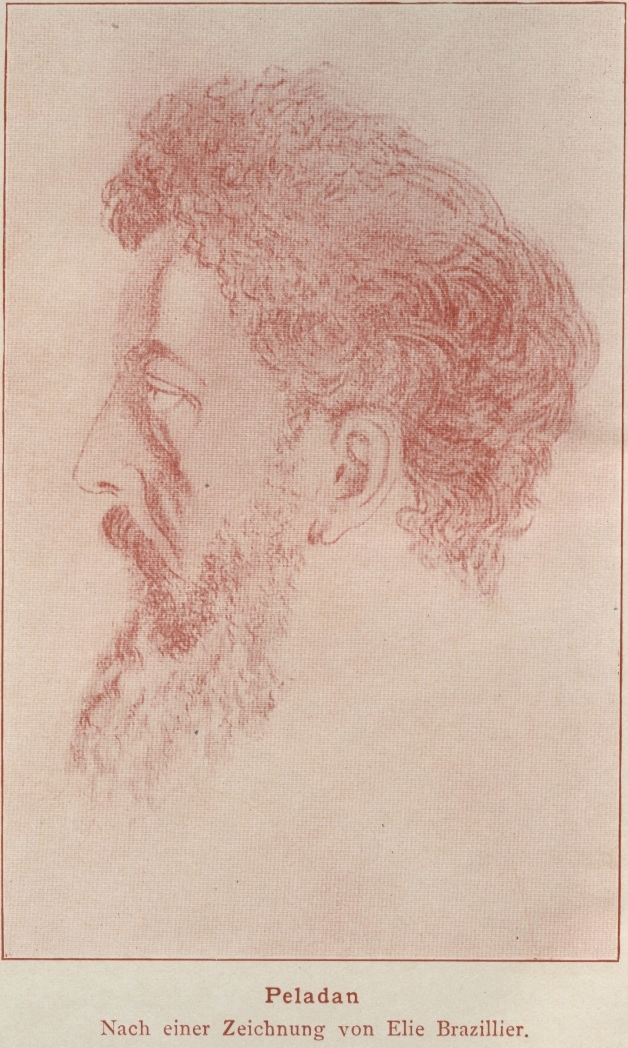
Joséphin Péladan, Gründer des Ordre de la Rose-Croix Catholique, ein Verbündeter und späterer Rivale von de Guita

Auch in Frankreich gab es innerhalb der Hochgradmaurerei ein anhaltendes Interesse an den Rosenkreuzerlegenden: Französische Okkultisten gründeten 1888 den Ordre Martiniste, aus dem im selben Jahr der Ordre Kabbalistique de la Rose-Croix hervorging.
Der personell eng mit dem Martinistenorden verflochtene Ordre Kabbalistique de la Rose-Croix (Kabbalistischer Orden vom Rosenkreuz) wurde 1888 in Paris von Joséphin Péladan und Stanislas de Guaita gegründet. Zu den Mitgliedern zählten unter anderem der Arzt Gérard Encausse (Papus), der Astrologe und Alchemist Albert Faucheaux (1838–1921) und der Schriftsteller Paul Adam (1862–1920). Die Leitung des Ordens hatte ein oberster Rat inne, an dessen Spitze de Guaita stand. Zum obersten Rat sollen sechs sichtbare und sechs „unsichtbare“ Mitglieder gehört haben, womit man Anleihen bei den „Unbekannten Oberen“ der Strikten Observanz und der Gold- und Rosenkreuzer nahm. De Guaita, der sich selbst als ein „Rosenkreuzer der linken Hand“ bezeichnete, war überzeugter Satanist und Paganist. Péladan vertrat hingegen als katholischer Mystiker das eher christkatholische Rosenkreuzertum. Der Ordre Kabbalistique kannte drei Einweihungs-Grade und einem geheimen vierten Grad. Neben der Geschichte der westlichen esoterischen Tradition, mit Schwerpunkt Rosenkreuzertum, waren hebräische Themen Lehrbestandteile. 1890 kam es zu einem Schisma: Péladan trat aus dem Orden aus, unter anderem weil er sich an der satanischen Ausrichtung de Guaitas störte und seine esoterischen Interessen mehr durch katholischen Frömmigkeit geprägt waren, und gründete im Juni 1890 mit einigen Mitgliedern mit dem Ordre de la Rose-Croix Catholique et esthétique du Temple et du Graal seinen eigenen Rosenkreuzerorden. Der bis heute aktive Ordre Kabbalistique de la Rose-Croix arbeitet in einigen Graden mit den Riten von Memphis-Misraïm und denen des Martinistenordens. Einige amerikanische Rosenkreuzerorganisationen leiten ihre Autorität direkt von diesem Orden ab, etwa der AMORC.

#### „Ordre de la Rose-Croix Catholique“
Der Ordre de la Rose Croix Catholique et esthétique du Temple et du Graal wurde 1892 von Joséphin Péladan (1858–1918) gegründet, nachdem er sich mit dem Satanisten Stanislas de Guaita entzweit hatte. Péladan erhoffte sich von der Ordensgründung eine Symbiose von Rosenkreuzertum und katholischer Kirche, um die esoterische Tradition unter den Fittichen der Kirche pflegen zu können. Er organisierte mehrere Ausstellungen in dem sogenannten Salon de la Rose-Croix. Am ersten Salon nahmen vom 10. März bis 10. April 1892 bis zu 60 Künstler und Schriftsteller teil, darunter Fernand Khnopff, Jean Delville, Ferdinand Hodler, Rodo und Erik Satie. Péladan gründete ein Rosenkreuzer-Orchester, für das der Komponist Satie einige Stücke schrieb, darunter Trois Sonneries de la Rose-Croix. Der Salon übte einen kulturellen Einfluss auf den französischen Ästhetizismus aus. Es kam zu verschiedenen Theateraufführungen innerhalb des Théatre de la Rose-Croix.
Am 14. Mai 1890 habe Péladan im Namen der Rosenkreuzer verlangt, dass sich die Öffentlichkeit und der Kardinalerzbischof von Paris ihm zu unterwerfen hätten. Der Orden wurde nach seinem Tod 1918 in modifizierter Form durch Emile Dantinne (Sar Hiéronymous) weitergeführt. Dantinne sei auch Mitglied im europäischen Antique Arcanæ Ordinis Rosæ Rubeæ et Aureæ Crucis (AAORRAC oder OARC) gewesen.

#### Paschal Beverly Randolph und die „Fraternitas Rosae Crucis“
Paschal Beverly Randolph (1825–1875) bezeichnete sich ab 1859 als „The Rosicrucian“. Unter Rosenkreuzertum verstand er in erster Linie sein eigenes magisches System, ohne alchimistische und paracelsische Elemente, auf der Grundlage der Vorherrschaft des Willens. Er gilt als erster Rosenkreuzer der USA. Sein Studium der europäischen okkulten Tradition und seine Kontakte zu Bulwer-Lytton und Hargrave Jennings führten zur Gründung der Fraternitas Rosae Crucis. Randolph betätigte sich als spiritistisches Medium. Er gilt als wichtigster Begründer der sexualmagischen Tradition im westlichen Okkultismus, und in seinen internen Unterweisungen lehrte er die Benutzung magischer Spiegel und die Ausübung sexueller Akte zu magischen Zwecken. Randolph gründete mehrere Orden, die eine innovative Funktion für nachfolgende magische Bünde des 20. Jahrhunderts, besonders für den OTO, hatten. In San Francisco gründete Randolph den Rosenkreuzerorden Triplicate Order of Rosucrucia, Phythianae and Eulis, der nach seinem Tod zerfiel.

#### „Ordo Templi Orientis“ (O.T.O.)
OTO (von 1903 bis 1923): 1903 durch Karl Kellner, Heinrich Klein und Franz Hartmann gegründet. Personen, die in Verbindung mit dem OTO standen, waren unter anderem Theodor Reuss, Aleister Crowley und Harvey Spencer Lewis. Aleister Crowley war unter anderem Mitglied des Golden Dawn und Begründer des okkulten Ordens Astrum Argenteum. Nach Aussagen von Theodor Reuss (um 1921) war der OTO die äußere Fassade des Rosenkreuzertums im damaligen Europa. Zum AMORC bestand bis in die 1950er Jahre ein gegenseitiges Anerkennungsverhältnis.

#### Rudolf Steiner und das anthroposophische Rosenkreuzertum
Rudolf Steiner verstand sich als Rosenkreuzer und ging im historischen Verständnis der Fama von einer tatsächlich existierenden Rosenkreuzerbewegung aus, deren Beginn er ins 13. Jahrhundert verlegte und der er politische Bedeutung beimaß: Nach Steiners Theorie werden diese Rosenkreuzer als Abgesandte einer weißen Loge dargestellt, die als geheime Drahtzieher hinter allen politischen Aktivitäten gesteckt haben sollen. Nachdem Steiner 1907 eine Gründungsurkunde vom O.T.O. erhalten hatte, gründete er ein Rosenkreuzertum, das den Anspruch erhob eine esoterische Version des Christentums zu sein. Steiner vertrat die Ansicht, dass die fiktive Romanfigur Christian Rosencreutz leibhaftig existiert habe und als großer Meister seiner verborgenen Bruderschaft seinen intimen Freund Buddha 1604 auf den Planeten Mars geschickt habe, wo er eine Opfertat analog zum „Mysterium von Golgatha“ vollbracht habe. Durch diese Opfertat habe Christian Rosencreutz Einfluss auf wichtige welt- und menschheitsgeschichtliche Entwicklungen genommen und die Teilung der Menschheit in Materialisten und Spiritualisten verhindert. In seiner letzten Inkarnation als Graf von Saint Germain habe Rosencreutz angedeutet, dass sich alle 100 Jahre eine geistige „Christian-Rosenkreutz-Kraftströmung“ besonders stark auswirke. Diese Wirksamkeit sei in der 1785 erschienenen Schrift „Geheime Figuren der Rosenkreuzer“ und etwa 100 Jahre später in Blavatskys Erstwerk Isis entschleiert zum Ausdruck gekommen. Nach einem „Rosenkreuzerkongress“ 1907 hielt Steiner 1911 Vorträge im neugegründeten Rosenkreuzer-Zweig der TG über Christian Rosencreutz, den er für gegenwärtig inkarniert hielt und von dem er sich „überschattet“ fühlte, ohne zu sagen, an wen er dabei dachte. Von Freunden wurde Steiner als Wiederverkörperung von Christian Rosencreutz angesehen.

#### „Rosicrucian Fellowship“
Die Rosicrucian Fellowship (auch: Rosenkreuzer-Gemeinschaft) wurde 1909 von Carl Louis Fredrik Graßhoff unter dem Pseudonym Max Heindel in den USA gegründet. 1907 reiste Heindel nach Deutschland, wo er an Schulungen und Vorträgen Rudolf Steiners teilnahm und zusammen mit Paula Hübbe-Schleiden in die Steinersche Freimaurerei eingeweiht wurde. Gegen den Willen Rudolf Steiners veröffentlichte Heindel Teile der von Steiner geheim gehaltenen Rosenkreuzerlehren, die Steiner als Leiter der inneren Rosenkreuzergemeinschaft des O.T.O. „Mysteria Mystica Aeterna“ von 1905 bis 1914 unterrichtete.
Auf dieser Basis vertritt die Rosicrucian Fellowship gegenwärtig ein theosophisch-pansophisches, zum Teil anthroposophisches Gedankengut und ein esoterisches Christentum.

#### „Fraternitas Rosae Crucis“ (FRC)
Die Fraternitas Rosae Crucis ist die älteste amerikanische Rosenkreuzergesellschaft und wurde 1910 von Reuben Swinburne Clymer (1878–1966) in Quakertown (Pennsylvania) gegründet. Clymer gilt bezüglich des amerikanischen Rosenkreuzertums als der vehementeste Vertreter eines Alleinvertretungsanspruches, wonach er der alleinige autorisierte Leiter einer jahrhundertelang durchgängig im Geheimen bestehenden irdischen Organisation sei. Clymers historische Angaben über den FRC waren nur ein Fantasieprodukt, um gegenüber Anhängern den Anschein von Autorität zu erwecken. Ganze Bücher widmete er hauptsächlich der Bekämpfung anderer Rosenkreuzer-Gruppen, insbesondere seinem Hauptkonkurrenten AMORC, gegen deren Verband der Einweihungsorden FUDOSI er polemisierte und der er die FUDOFSI, als Anti-FUDOSI entgegensetzte, um möglichst viele Rosenkreuzer-Orden für seine Sache zu gewinnen. Clymer sah sich als rechtmäßiger Nachfolger des Sexualmagiers Paschal Beverly Randolph. Obwohl sich die sexualmagischen Techniken Randolphs nur geringfügig von denjenigen seiner Epigonen Reuss und Aleister Crowley unterschieden, sprach er sich in seinen Büchern entschieden gegen den Rosenkreuzer-Orden der beiden aus. Eine deutsche Rosenkreuzergruppe namens Fraternitas Rosae Crucis wurde 1936 von den Nazis verboten.

#### „Order of the Temple of the Rosy Cross“ (OTRC)
Der Order of the Temple of the Rosy Cross wurde 1912 von Annie Besant, Marie Russak und James Wedgwood gegründet. In dem Orden vereinigten sich Freimaurermeister und Theosophen, welche sich auf die Traditionen des Templerordens beriefen. Gelehrt wurden Christliche Mystik und Jüdische Mystik. Seine Spur verliert sich im Ersten Weltkrieg. Im Jahr 2012 wurde der Orden unter dem Namen Mystical Order of the Temple of the Rosy Cross (MOTRC) wiederbelebt.

#### „Fellowship of the True Rosy Cross“
Der Orden wurde von Arthur Edward Waite im Jahr 1915 nach dem Erlöschen des Hermetic Order of the Golden Dawn gegründet. Viele der Lehrinhalte wurden vom Golden Dawn übernommen. Im Orden fanden sich Freimaurer, Rosenkreuzer und Theosophen. Ein bekanntes Mitglied war der Schriftsteller Charles Williams. Nach dem Tod von Waite 1942 zerfiel der Orden.

#### „Antiquus Mysticus Ordo Rosæ Crucis“ (AMORC)
AMORC – „Alter mystischer Orden vom Rosenkreuz“: Ein im Februar 1915 durch Harvey Spencer Lewis gegründeter Initiatenorden, der zunächst auf Basis eines regulären Anerkennungsverhältnisses zum Ordo Templi Orientis (OTO) und engen Beziehungen zu Theodor Reuss ungefähr die gleichen Ziele wie der OTO verfolgte. Crowleys Lehrsätze und das OTO-Lamen werden vom AMORC jedoch seit den 1950er Jahren nicht mehr verwendet. Mitgliedern wird ein in 16 Grade unterteilter kostenpflichtiger Fernlehrkurs angeboten, in dem das gesamte Spektrum illuministischer Spekulationen aufgezeigt wird. Der deutschsprachige Zweig von AMORC nahm 1952 seine Arbeit offiziell auf. Erster deutscher Großmeister des AMORC wurde Martin Erler. Dieser verließ bereits 1954 den AMORC aufgrund von Meinungsverschiedenheiten und gründete 1956 den Ordo Rosae Aureae (ORA) in München. Erler hielt den AMORC für einen Schwindel, blieb aber in Kontakt.

#### „Pansophische Gesellschaft“
Die Pansophische Gesellschaft war ein Neo-Rosenkreuzerischer Studienkreis der 1921 in Berlin gegründet wurde. Der sich regelmäßig treffende Studienkreis wurde von Heinrich Tränker geleitet, der auch Mitglied des Ordo Templi Orientis war. Meister vom Stuhl war Albin Grau (Meister Pacitius). Die Gesellschaft hatte Kontakt zu Rosenkreuzergruppen in Dänemark und in den Vereinigten Staaten. Im Anschluss an die Weida-Konferenz kam es zu einer Spaltung der Gesellschaft. So trat das führende Mitglied Gregor A. Gregorius aus und gründete 1926 den Orden Fraternitas Saturni. Die Mitglieder Franz Sättler und Franz Bardon gründenden die Adonistische Gesellschaft. Die Spur der Pansophischen Gesellschaft verliert sich im Zweiten Weltkrieg.

#### „Fraternitas Rosicruciana Antiqua“ (FRA)
Eine der signifikantesten kleineren Rosenkreuzergruppen ist die in den 1920er Jahren von Arnoldo Krumm-Heller gegründete Fraternitas Rosicruciana Antiqua (FRA). Als „Schützling“ von Aleister Crowley gelang es Krumm-Heller, die größte Rosenkreuzer-Organisation im spanischen Sprachraum aufzubauen. Für seine Lehren nahm er Anleihen aus der Freimaurerei, der Theosophie und unterschiedlichen Systemen der Sexualmagie. Nach Krumm-Hellers Tod 1949 zerfiel die FRA in zahlreiche konkurrierende Branchen. Krumm-Heller und die FRA spielen eine wichtige Rolle bei der Entstehung der gnostischen Bewegung und der Gnostic Church, die in den 1950ern von Samael Aun Weor (Victor Gómez Rodriguez, 1917–1977), einem kolumbianischen FRA-Mitglied, in Mexiko gegründet wurde. Auch die Gnostic Church zerfiel nach Weors Tod in Dutzende rivalisierender Gruppen, die sich an die Lehren der FRA anlehnen.

#### „Builders of the Adytum“ (B. O. T. A.)
Der Builders of the Adytum (abgekürzt B. O. T. A.) wurde 1922 von Paul Foster Case (1884–1954) gegründet und ist eine der Nachfolgeorganisationen des Hermetic Order of the Golden Dawn. Später wurde der Orden von Ann Davies weitergeführt. Der B. O. T. A. versteht das Rosenkreuzertum als ein System der Selbsteinweihung: Case vertrat die Auffassung, dass es sich bei den Rosenkreuzern nicht um eine organisierte Gesellschaft handele und man sich unter dem Begriff „Rosenkreuzer“ einen Bewusstseinszustand vorzustellen habe.

#### „Rosicrucian Order Crotona Fellowship“ (ROCF)
Der Orden wurde von George Alexander Sullivan 1924 in Christchurch (Dorset) konstituiert. Der Orden bestand schon 1911 in Liverpool, trug aber die Bezeichnung Order of Twelve. Der Orden eröffnete 1938 das Neo-Rosenkreuzerische Christchurch Garden Theatre, welches von Mabel Besant Scott, der Tochter von Annie Besant geleitet wurde. Bekannte Mitglieder des ROCF waren Gerald Gardner dem Gründer von Wicca sowie Peter Caddy, einem Mitbegründer der Findhorn Foundation. Der Orden zerfiel in den 1970er-Jahren.

#### „Fraternity of the Inner Light“
Ähnlich wie bei Paul Foster Case bildete sich um 1927/1928 ein weiterer Zweig aus dem Alpha et Omega heraus: Dion Fortune war um 1919 im Alpha et Omega in London eingeweiht worden, 1922 wieder ausgetreten und hatte später ihre Ausbildung in der Stella Matutina fortgesetzt. Um 1927/1928 gründete sie ihre Fraternity of the Inner Light, die 1939 in Society of the Inner Light umbenannt wurde und bis heute besteht. Aus ihr gingen die Servants of the Light (S. O. L.) hervor, die von W. E. Butler begründet wurden und heute von Dolores Ashcroft-Nowicki geleitet werden.

#### „Rosicrucian Anthroposophic League“
Die Rosicrucian Anthroposophic League wurde vom ehemaligen Rosicrucian Fellowship-Mitglied Samuel Richard Parchment 1932 gegründet. Parchment war ein Freund von Max Heindel sowie Alchemist und Okkultist. Gelehrt wurde Alchemie und Astrologie. Nach dem Tod von Parchment in den 1970er-Jahren wurde der Orden unter der Bezeichnung Ausar Auset Society in New York weitergeführt.

#### „Rose-Croix de L’Orient“ (RCO)
Der ROC wurde 1942 von Edouard Bertholet, dem Meister der Schweizer Ordre Martiniste et Synarchique-Loge gegründet. Der vom Martinismus geprägte ROC hatte Kontakt zum Brotherhood of the Rosy-Cross von Arthur Edward Waite und war Teil von FUDOFSI. Der Orden erlosch in den 1970er-Jahren.

#### „Ordo Rosae Aureae“ (ORA)
Der Ordo Rosae Aureae oder auch Pythagorean Initiatic Order of the Golden Rose wurde 1956 von Èmile Dantinne und Martin Erler, dem ehemaligen deutschen Großmeister des AMORC gegründet. Ihr Ziel war es, die nach dem Zweiten Weltkrieg in Deutschland zerstreuten Neo-Rosenkreuzer wieder zu vereinigen. Dabei hatte er Unterstützung von Mitgliedern der Fraternitas Saturni und vom Ordo Templi Orientis. Der Orden arbeitet mit verschiedenen Lehren des Hermetic Order of the Golden Dawn und nimmt sowohl Frauen wie auch Männer auf, welche allerdings in den höheren Graden getrennt sind. Zu seiner Blütezeit hatte der Orden Logen in Deutschland, Belgien und im Vereinigten Königreich. Der Orden existiert noch heute und hat seinen rechtlichen Sitz in München.

#### „Ordre du Temple Solaire“ (Sonnentempler)
Der Sonnentempler-Orden (Ordre du Temple Solaire) wurde von Joseph Di Mambro, der von 1956 bis 1968 dem AMORC angehörte, gegründet und wird zu den Ablegern und Abspaltungen des AMORC gezählt. Die radikal weltablehnenden Sonnentempler wurden durch ihre kollektiven Mord- und Selbstmord-Aktionen bekannt, bei denen in den Jahren 1993, 1995 und 1997 insgesamt 74 Sektenanhänger in Kanada, Frankreich und der Schweiz den Tod fanden. Die Mitglieder hinterließen ein „Testament des Rosenkreuzes“, in dem sie sich als „treue Diener des Rosenkreuzes“ bezeichneten. Die von den Sonnentemplern inszenierten Massaker resultieren aus apokalyptischen Sonderlehren und Radikalisierungen, die im sich davon distanzierenden AMORC keine Entsprechung haben. Die Sonnentempler bezogen ihre Weltanschauung aus allen möglichen esoterischen, religiösen und okkulten Quellen, vor allem aber aus der modernen Theosophie des Mediums Helena Blavatsky und derselben elitären rosenkreuzerischen Richtung, die behauptet, ein exklusives Wissen einer tatsächlich existierenden, aber „unsichtbaren“ geheimen „Rosenkreuzer-Bruderschaft“ zu besitzen, als deren irdische Repräsentanten man sich versteht. In den 1960er Jahren trat Di Mambro mit Jacques Breyer in Kontakt, der 1952 die Neugründung des mittelalterlichen Templerordens unter esoterischen Vorzeichen unternommen hatte. Angeklagt wegen Betrugs, übersiedelte Di Mambro in die Nähe Genfs, wo er eine Tempel-Loge und die Golden Way Foundation einrichtete. Unter dem Homöopathen Luc Jouret wurde 1983 der vom ehemaligen französischen AMORC-Leiter Raymond Bernard mitgegründete Neo-Templerorden Ordre Rénové du Temple (ORT) übernommen, wodurch die Expansion nach Kanada gelang. Di Mambro indoktrinierte derweil die Sonnentempler mit den apokalyptischen Wahnideen seines Templer-Lehrmeisters Breyer: Zur Vorbereitung auf den nahenden Weltuntergang wurden die Mitglieder zu großen Geldspenden verleitet, um Überlebenszentren zu bauen. 1990 wurde bekannt, dass di Mambro die 442 Mitglieder mit technischen Tricks „Meister-Erscheinungen“ vorgegaukelt hatte und von der Führung Spendengelder für einen luxuriösen Lebensstil zweckentfremdet wurden. Austritte und Geldrückforderungen führten zur Krise, in der sich die Weltendängste zum Verfolgungswahn steigerten. Nun skandierte man eine elitäre Weltverachtung: die Welt sei so schlecht, dass ein Überleben des Weltuntergangs unmöglich geworden sei, weshalb der Transit in eine höhere Entwicklungsstufe, der Übergang in eine andere Welt erfolgen müsse, wie es die theosophischen Wurzeln der Gemeinschaft lehren. Bisweilen wurde die Abholung durch ein UFO in Aussicht gestellt. Waffen wurden gekauft, um Verräter in den eigenen Reihen zu bestrafen. Zwischen 1994 und 1997 kamen bei vier Vorfällen zahlreiche Mitglieder durch Selbstmord oder Mord ums Leben.

#### „Antiquus Arcanus Ordo Rosae Rubeae Aureae Crucis“
Die Antiquus Arcanus Ordo Rosae Rubeae Aureae Crucis (AAORRAC = „Alter geheimer Orden des rubinroten Goldkreuzes“) ist eine zunächst von Hans Wolff unter dem Namen Fraternitatis Rosa Crucis Austriae gegründete österreichische pansophische Organisation mit Sitz auf Burg Krempelstein. Der AAORRAC ist wie die „Psychosophische Gesellschaft“ in Zürich eine Sammelorganisation der mehrere andere Gruppen unterstehen oder angeschlossen sind: der Ordre Martiniste Austria, der Areopag Europäischer Kulturring der Ritterorden, die pansophische Weltföderation, der Grandorient der Hochgrade und eine Templergruppe. Der AAORRAC ging aus dem 20 Jahre zuvor auf der Burg Krämpelstein entstandenen hermetischen Rosenkreuzerorden AORC hervor und wurde Ende 1952 von dem oberösterreichischen Dichter Eduard Munninger (1901–1965) gegründet. Der AAORRAC vertritt den Anspruch „Der Stammorden der Rosenkreuzer“ zu sein und bis in die Gegenwart ununterbrochen in der „rosenkreuzerischen Sukzession“ zu stehen. Entgegen dieser behaupteten eigentümlichen Sukzessionslinie bestehen Verbindungen zu anderen Rosenkreuzergruppen, wie zur Fraternitas Rosae Crucis, zur Fraternitas Rosicruciana Antiqua (FRA) und insbesondere zum AMORC. Laut dem damaligen AMORC-Großmeister Erler war Munningers AAORRAC damals an den AMORC angeschlossen, und „fünf bis sechs Mitglieder hätten ihre Riten nächtlicherweise auf Waldlichtungen nackt um Feuer abgehalten“. Bei dem Orden habe es sich um eine „Mischung aus Chaos und fantasievollen Ritterkostümen gehandelt“. Die Mitglieder beschäftigen sich mit Studium, Forschung und Vergleich aller magischen Systeme. Der AAORRAC grenzt sich dabei scharf von der schwarzen Magie und dem vulgären Spiritismus ab. Die pansophischen Ritendienste des AAORRAC haben einen gnostischen Hintergrund und haben wie viele gnostische Systeme eine Tendenz zum Doketismus.

#### „Lectorium Rosicrucianum“
Das Lectorium Rosicrucianum (LR), auch Schule des Goldenen Rosenkreuzes, ist eine 1946 in Haarlem (Niederlande) gegründete internationale Organisation. Sie ging aus einer großen Mitgliedergruppe der ehemaligen Haarlemer Zweigstelle der Rosicrucian Fellowship hervor, die sich 1935 abgetrennt hatte. Die geistigen Führungspersonen im Lectorium Rosicrucianum sind Jan van Rijckenborgh und Catharose de Petri. Kurz vor dem Tod Rijckenborghs im Juli 1968 wurde das Kollegium der Internationalen Spirituellen Leitung geschaffen, dem auch sein Sohn Henk Leene angehörte. Nach Spannungen in der Leitung kam es im März 1969 zu einer Ablösung einer großen Mitgliedergruppe unter Henk Leene, die die Gemeinschaft R+C, Rosae Crucis gründete. Das LR ist Vertreter des sogenannten gnostischen Rosenkreuzertums und versteht sich als Nachfolger der mittelalterlichen Glaubensbewegung der Katharer. Die Zielsetzung des LR besteht in einer Transfiguration, d. h. einer strukturellen Erneuerung nach Geist, Seele und Körper, wie sie in den Evangelien als Wiedergeburt aus Wasser und Geist beschrieben wird. In diesem Prozess spielt das Zusammenwirken in der Gruppe eine grundlegende Bedeutung.

#### „Gemeinschaft R+C, Rosae Crucis“
Die Gemeinschaft R+C, Rosae Crucis wurde 1969 von Henk Leene, dem ehemaligen Großmeister des Lectorium Rosicrucianum (LR) und Sohn Jan van Rijckenborghs gegründet, nachdem es im LR zu Konflikten um den Führungsanspruch und Meinungsverschiedenheiten bezüglich der spirituellen Ausrichtung gekommen war. So propagierte die Gemeinschaft R+C wieder einen individuellen Selbsteinweihungsweg und versuchte die Extrempositionen und Einseitigkeiten des LR zu vermeiden, während im LR der spirituelle Weg nur in einer Gruppe beschritten werden könne. 1972 wurde der Name in „Esoterische Gemeinschaft Sivas“ geändert. Mit dem Ablegen des Rosenkreuzernamens wurde auch die LR-Literatur verbannt und diejenigen Begriffe aus dem Liedgut und den Büchern getauscht, die zu sehr an das LR angelehnt waren.

#### „Societas Rosicruciana in Canada“ (S.R.I.C.)
Die S.R.I.C wurde 1997 in Kanada gegründet. Der Orden beruft sich auf die direkte Sukzessionslinie zur Societas Rosicruciana in Canadiensis aus dem Jahr 1876. Der Orden hat Logen in Kanada und nimmt nur Freimaurer auf.

#### „Sodalitas Rosae+Crucis & Solis Alati“
Die beiden Orden wurden 2003 in den Vereinigten Staaten gegründet. Gearbeitet wird mit einer breiten Palette von Lehren aus dem Rosenkreuzertum, der ägyptischen Freimaurerei, der Gnosis sowie Lehren aus dem Hermetic Order of the Golden Dawn. Der Orden hat sechs Initiationsgrade die an den Golden Dawn angelehnt sind.

#### „Antiquus Ordo Rosicrucianis“ (A. O. R.)
Der in Österreich ansässige Antiquus Ordo Rosicrucianis – Alter Orden der Rosenkreuzer (A.O.R.) ist eine der jüngsten Gründungen unter den Rosenkreuzergruppen. Der Orden behauptet in den 1990er Jahren von „hohen Eingeweihten“ der FUDOSI Nachfolgegruppe Cercle d'Alexandrie gegründet worden zu sein. Sichtbare Aktivitäten gibt es aber erst ab März 2006. Der A. O. R. unterscheidet sich von den meisten anderen sich rosenkreuzerisch nennenden Gruppen durch seinen kommerziellen Habitus und seine Methoden zur unmittelbaren Bedürfnisbefriedigung: Für 25,- Euro im Monat erhalten Interessenten zwei Lehrbriefe zum Selbststudium, in denen Übungen und Geheimtipps zur Verwirklichung von Wünschen und Träumen vermittelt werden. Es gibt Ableger in drei deutschen und vier Städten Österreichs und eine kroatische Gruppe.

## Symbolik
Andreaes Schriften zeugen von seiner umfangreichen Kenntnis der Emblematik. Im Theophilus erläuterte er die Symbolik des Kreuzes: der vertikale Balken stehe für den Abstieg der göttlichen Gnade und den dankbaren Aufstieg der Seelen zu Gott. Der horizontale Balken versinnbildliche die Verbreitung des Evangeliums und veranschauliche die Nächstenliebe. Der Schnittpunkt der beiden Kreuzbalken symbolisiere die Idee der Ganzheit und sei identisch mit Christus, der auf dem Kreuz alles eint und verklärt. Die von Andreae in der Chymischen Hochzeit abgebildete Monas Hieroglyphica verweise auf den vielschichtigen Sinn des Kreuzsymbols. Da die Rose in der Regel fünfblättrig ist, wird sie oft mit dem die Zahl fünf symbolisierenden Kreuz in Verbindungen gebracht.
Das Symbol der Rosenkreuzer ist ein Kreuz mit einer oder mehreren Rosen. Bei Rudolf Steiner ist das Rosenkreuz ein Meditationssymbol, dessen sieben angeheftete Rosen die Läuterung der Triebe und Leidenschaften symbolisieren. Die Symbolik lässt sich auf das Familienwappen von Johann Valentin Andreae zurückführen, das vier Rosen in einem Andreaskreuz zeigte. Andreae selbst beschreibt diese Kombination in der „Chymischen Hochzeit Christiani Rosencreutz“ als Kleidung des Christian Rosenkreuz:

„Darauff rüstet ich mich auff den weg, zog meinen weisen Leinen Rock an, umbgürtet meine lenden mit einem Blutrothen Bendel kreutzweiß uber die Achslen gebunden. Auff meinen Hut steckt ich vier rother Rosen: damit ich under dem Hauffen durch solche Zeichen könte desto eh gemerkt werden.“

Das Kreuz kann verschiedenes symbolisieren, etwa den Menschen oder die materielle Welt. Die Rose kann zum Beispiel die erblühende Seele oder das göttliche Leben symbolisieren. Das hermetische Rosenkreuz des Golden Dawn enthält alchemistische, hermetische und kabbalistische Elemente.

Variationen des Rosenkreuz-Motivs
Kreuz mit Rose
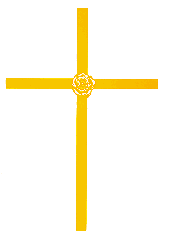
Kreuz mit Rose
Hermetisches Rosenkreuz des Hermetic Order of the Golden Dawn, das auch als magischer Talisman fungiert
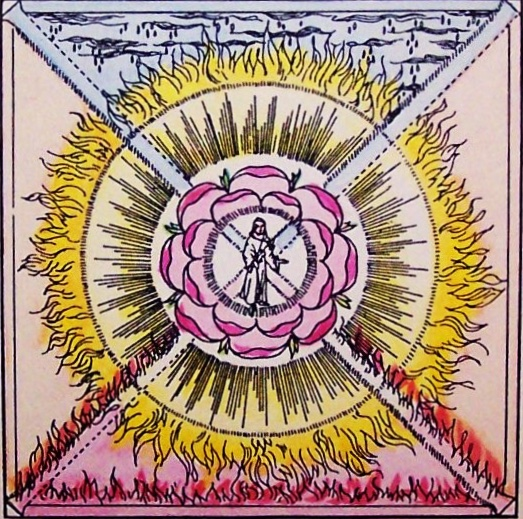
Rosenkreuz mit zentraler Christusfigur aus „Geheime Figuren der Rosenkreuzer“ (1785)
Französisches Rosenkreuz von Guaitas Ordre Kabbalistique de la Rose-Croix
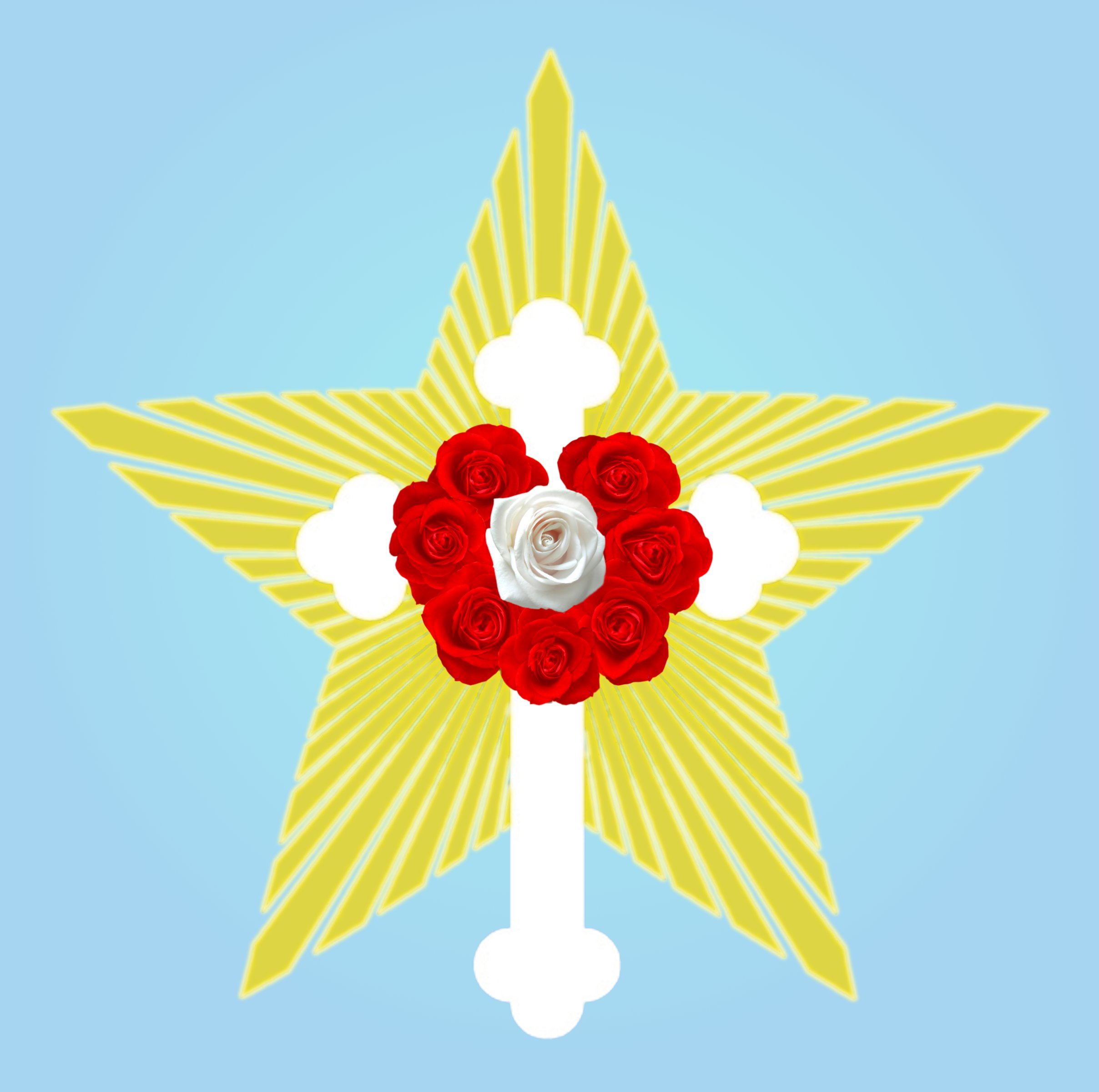
Kreuz mit sieben Rosen als Meditationssymbol bei Rudolf Steiner

## Rezeption der Rosenkreuzer in Kunst und Kultur
Die Idee des Rosenkreuzertums fand Eingang in die moderne westliche esoterische Literatur: Das Schrifttum Karl Otto Schmidts und G. W. Suryas Roman Moderne Rosenkreuzer (1907) gelten als Vorläufer der gegenwärtigen Tendenz, esoterische Praktiken und Heilmethoden auch ohne Bindung an einen Rosenkreuzerorden oder eine bestimmte Lehre individuell zu praktizieren.
In Umberto Ecos verschwörungsideologiekritischem Roman Das Foucaultsche Pendel spielen die Rosenkreuzer eine zentrale Rolle als Beispiel für den überbordenden Esoterik- und Verschwörungsideologieglauben der Frühmoderne.
In der Musik reflektieren zwei Stücke von Erik Satie den Einfluss rosenkreuzerischer Konzepte:
- Erik Satie: Hymne pour le „Salut Drapeau“ du „Prince byzance“ du Sâr Péladan. In: Ders.: Melodies et chansons. Hamonia Mundi, Hamburg 1996 (1 CD)
- Erik Satie: Trois Sonneries de la Rose+Croix. In: Ders.: The complete piano music. Decca, London 2003 (5 CDs)

In Russland machte Rudolf Steiner das Rosenkreuzertum unter den Vertretern des Symbolismus bekannt, darunter Andrei Bely, Wjatscheslaw Iwanow und Alexander Blok. Auch der Regisseur Sergei Eisenstein war Anhänger einer sowjetischen Rosenkreuzergruppe.

## Schriften
- Johann Valentin Andreae: Christianopolis. Gerstenberg, Hildesheim 1981, ISBN 3-8067-0898-3 (Reprint von Esslingen 1741).
- Johann Valentin Andreae: Die Bruderschaft der Rosenkreuzer. Die Originaltexte. Hrsg. von Gerhard Wehr. Anaconda, Köln 2007, ISBN 978-3-86647-146-7.
- Johann Valentin Andreae: Fama Fraternitatis. Das Urmanifest der Rosenkreuzer Bruderschaft zum ersten mal nach den Manuskripten bearbeitet, die vor dem Erstdruck von 1614 entstanden sind, durch Pleun van der Kooij. Mit einer Einführung über die Entstehung und Überlieferung der Manifeste der Rosenkreuzer von Carlos Gilly. Rozekruis Pers, Haarlem 1998, ISBN 90-6732-205-9.
- Johann Valentin Andreae: Gesammelte Schriften. insb. Band 3: Rosenkreuzerschriften. Fama Fraternitatis R. C. (1614) – Confessio fraternitatis R. C. (1615) – Chymische Hochzeit Christiani Rosencreütz (1616) – Allgemeine vnd General Reformation der gantzen weiten Welt (1614). Bearbeitet, übersetzt und kommentiert von Roland Edighoffer. Stuttgart 2010, ISBN 978-3-7728-1429-7.